# Medizin im Ersten Weltkrieg

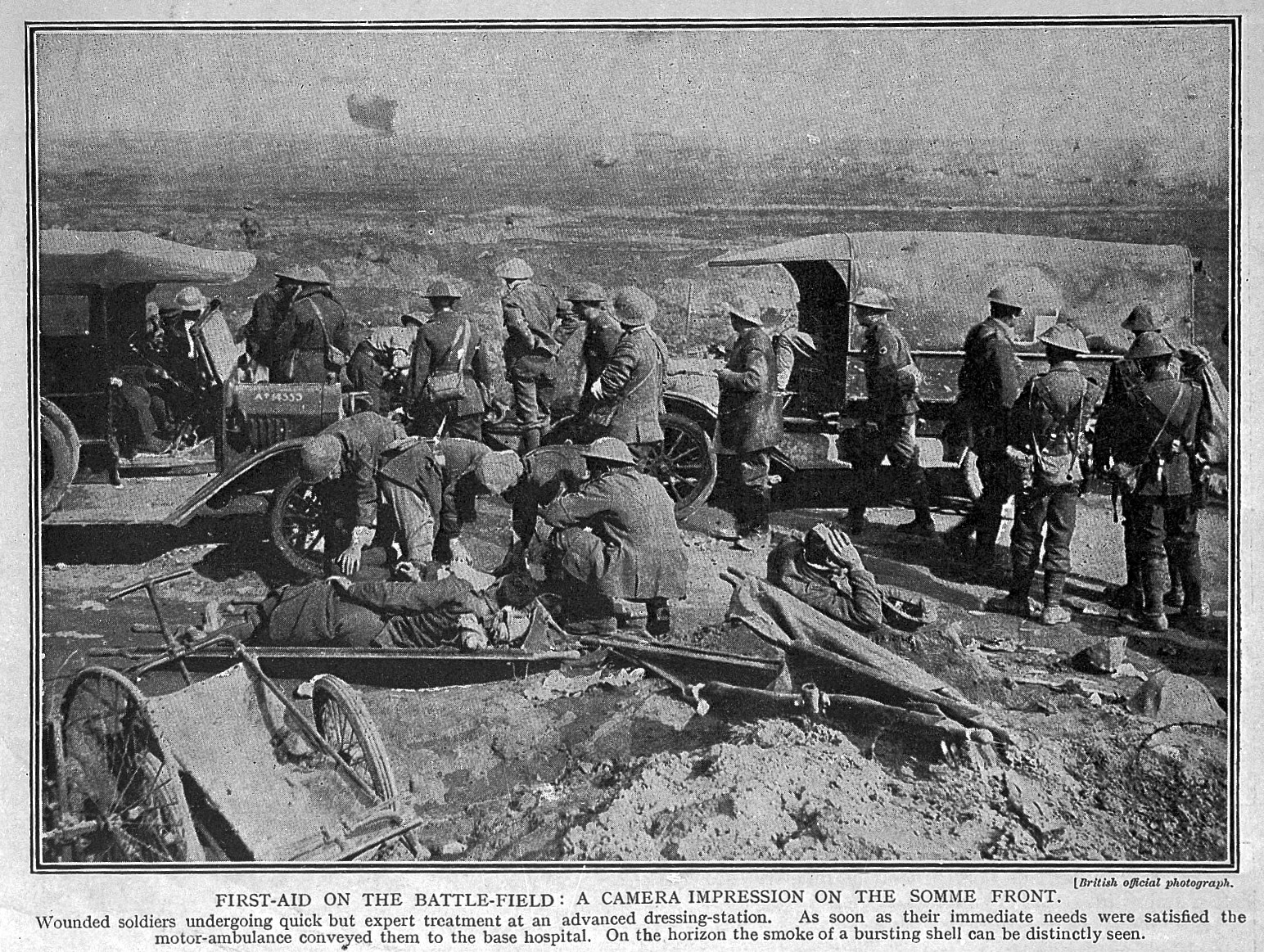
Britische Erstversorgungsstelle während der Schlacht an der Somme, 1916

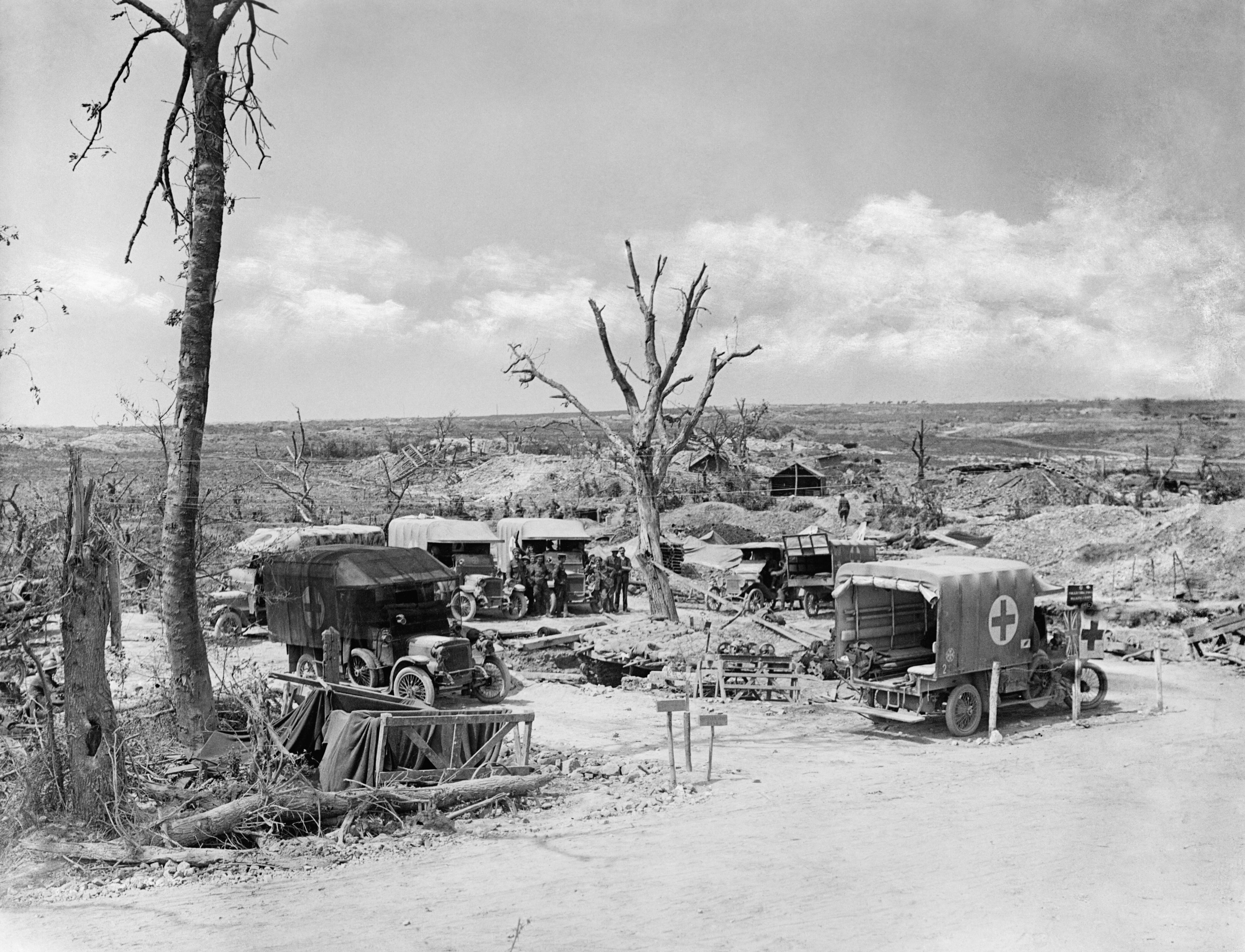
Britischer Verbandplatz in der Nähe von Fricourt, 1916

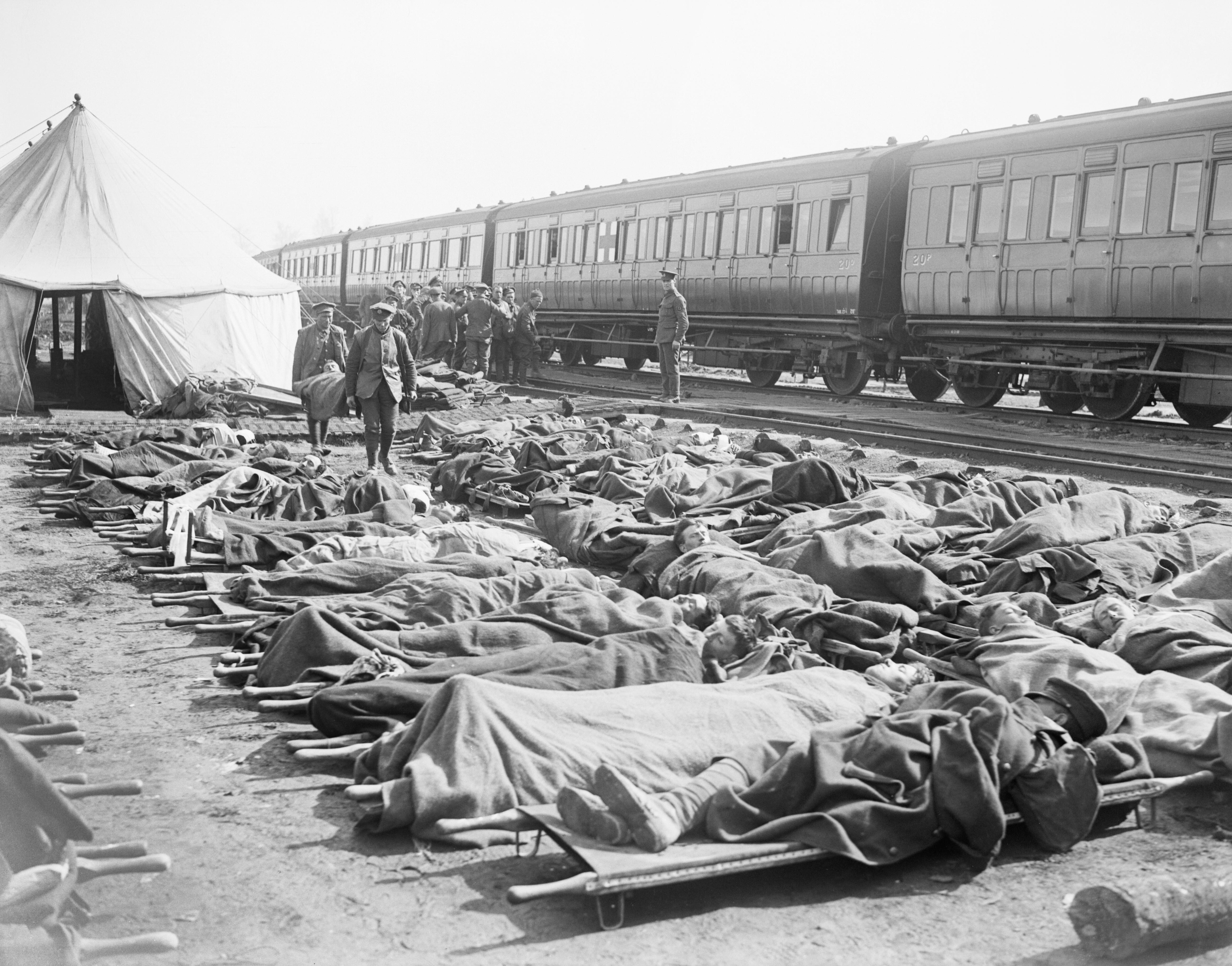
Verwundete warten auf ihren Abtransport mit einem britischen Lazarettzug. Bapaume, 22. März 1918

In der Geschichte der Medizin stellt der Erste Weltkrieg (1914–1918) einen Wendepunkt dar. So wurde die Medizin im Ersten Weltkrieg erstmals als entscheidendes strategisches Element der Kriegführung eingesetzt. In den Jahrzehnten vor Kriegsbeginn hatte die Medizin erhebliche Fortschritte gemacht. Die verheerenden Auswirkungen der Kriegswaffen des 20. Jahrhunderts beschleunigten die praktische Umsetzung dieser Erkenntnisse: In kurzer Zeit mussten enorme Zahlen von Verwundeten mit bislang unbekannten Verletzungen geborgen, erstversorgt, transportiert und weiterbehandelt werden: „Auf etwa 1,9 bis 2 Millionen [deutsche] Gefallene kam[en] […] ca. 4,4 Millionen an Verwundeten und Versehrten, viele von diesen [waren] dauerhaft geschädigt.“
Obwohl oft nur unvollständig dokumentiert, zeigen die verfügbaren Daten auf eindrucksvolle Weise das durch Kriegsgewalt verursachte Leid. Der Erfahrungsgewinn aus der Behandlung so vieler Menschen innerhalb von wenigen Jahren brachte neue logistische, medizinische und psychologische Konzepte hervor. Diese bildeten einerseits die Grundlage für die moderne Wehrmedizin, führten andererseits zu Fortschritten in zahlreichen Disziplinen wie beispielsweise der Viszeralchirurgie oder Infektiologie. Die Notwendigkeit, durch Verwundung verstümmelte Personen zu behandeln, ließ neue Fächer wie die Plastische Chirurgie, Orthopädie oder Neurochirurgie entstehen. Infolgedessen überlebten mehr Menschen ihre Kriegsverletzungen und erhoben Anspruch auf staatliche Fürsorge. Es entstanden Einrichtungen und Programme zur Rehabilitation Kriegsversehrter, die zum einen deren Wehrtauglichkeit und Arbeitsfähigkeit wieder herstellen, zum anderen die gesellschaftlichen Kosten ihrer Versorgung mindern sollten.
In der Weimarer Republik verwob sich die Diskussion um die wirtschaftlichen Kosten der Rehabilitation und Versorgung Kriegsversehrter auf unheilvolle Weise mit der aufkommenden Debatte um den „Sinn“ und „Wert“ individuellen Lebens. Zunächst richtete sich der Blick auf den einzelnen Fall schwerer Verstümmelung, doch schon 1915 war der viel weiter gefasste Begriff des „lebensunwerten Lebens“ aufgekommen, zu dessen „Vernichtung“ die Gesellschaft ein Recht habe. Der Möglichkeit des verbrecherischen Massenmords an Menschen mit körperlichen oder seelischen Erkrankungen oder Behinderungen war damit gedanklich der Weg gebahnt, den die Medizin im Nationalsozialismus in die Tat umsetzte.

## „Krieg der Ärzte“
An den Fronten des Ersten Weltkriegs arbeiteten zehntausende Ärzte und Pflegende. In Deutschland erlaubte ein Gesetz vom Dezember 1916, jeden männlichen Deutschen zwischen 17 und 60 Jahren zum „vaterländischen Hilfsdienst“ zu verpflichten, wozu auch die Tätigkeit als Arzt oder Krankenpfleger zählte. Seit August 1914 war für Medizinstudierende das praktische Jahr weggefallen, Notprüfungen mit sofortiger Verleihung der Approbation stockten den Sanitätsdienst zu Kriegsbeginn auf. Ab März 1915 reichten zwei absolvierte klinische Semester für die Ernennung zum Feldunterarzt aus, ab August 1915 konnte ein halbes Jahr im Heeressanitätsdienst ein, ab Januar 1916 beide klinischen Semester ersetzen. In späteren Kriegsjahren waren weitere Verkürzungen der Studienzeit möglich. Für Medizinstudentinnen galten diese Ausnahmen nicht.
Die medizinischen Fortschritte des 19. Jahrhunderts hatten dem Berufsstand eine „Deutungs- und Handlungsmacht“ verliehen, die einen modernen Krieg ohne Medizin- und Sanitätswesen nicht mehr vorstellbar machte. Viel mehr Ärzte als zuvor waren in unterschiedlichen Funktionen direkt in das Kriegsgeschehen eingebunden, so dass von einem „Krieg der Ärzte“ gesprochen wurde. Aufgrund ihrer fachlichen Kompetenz lag die Macht, Krankheit und Gesundheit zu definieren, in der Hand der Ärzte. Sie entschieden darüber, ob und wie lang ein verwundeter oder erkrankter Soldat im Lazarett bleiben sollte und wo er anschließend eingesetzt werden konnte. Der Militärarzt war dem Patienten auch militärischer Vorgesetzter, die Verordnungen und Behandlungen hatten den Charakter eines militärischen Befehls. Im Ermessen des Arztes lag es, zwischen Krankheit und Simulation zu entscheiden und somit darüber zu bestimmen, ob ein Kriegsversehrter eine Entschädigung bekommen sollte oder als „Simulant“ leer ausging.
Ärzte in allen Ländern beteiligten sich an der Kriegspropaganda. So gehörten zu den Unterzeichnern der deutschen Propagandaschrift „Manifest der 93“ namhafte Wissenschaftler wie die Medizin-Nobelpreisträger Emil Adolf von Behring, Paul Ehrlich, Wilhelm Conrad Röntgen sowie Max Rubner und August von Wassermann. Als Reaktion darauf schloss die französische Académie nationale de médecine am 14. Dezember 1915 die drei Erstgenannten und den Chemie-Nobelpreisträger Emil Fischer als assoziierte Mitglieder aus. Zum Ausgleich wurden der Physiologe Léon Fredericq aus Lüttich, der Immunologie und Bakteriologe Jules Bordet aus Brüssel, der Physiologe François Henrijean aus Lüttich sowie William Osler aus Oxford gewählt. Schon im Jahr 1914 empfahl die Académie, belgischen Ärzten und Zahnärzten für die Dauer des Krieges die Ausübung ihres Berufs in ärztlich unterversorgten Regionen Frankreichs und Algeriens zu erlauben. Nach Kriegsende 1919 schloss die Académie royale de Belgique unter Verweis auf das „Manifest der 93“ alle assoziierten Wissenschaftler „feindlicher Länder“ aus.
Wissenschaftliche Kontakte zwischen den verfeindeten Ländern blieben wenigstens in Teilen bestehen: So hatte sich der französische Mikrobiologe Émile Roux, der eng mit Behring zusammen arbeitete, gegen den Ausschluss seiner deutschen Kollegen ausgesprochen. Fachzeitschriften wurden weiterhin auf allen Seiten gelesen: Beispielsweise wurde die von Henry Drysdale Dakin in Zusammenarbeit mit dem französischen Chirurgen Alexis Carrel entwickelte Methode der Wundantisepsis mittels Natriumhypochlorit-Spülung bald auch in deutschen Lazaretten angewandt.

## Datenlage

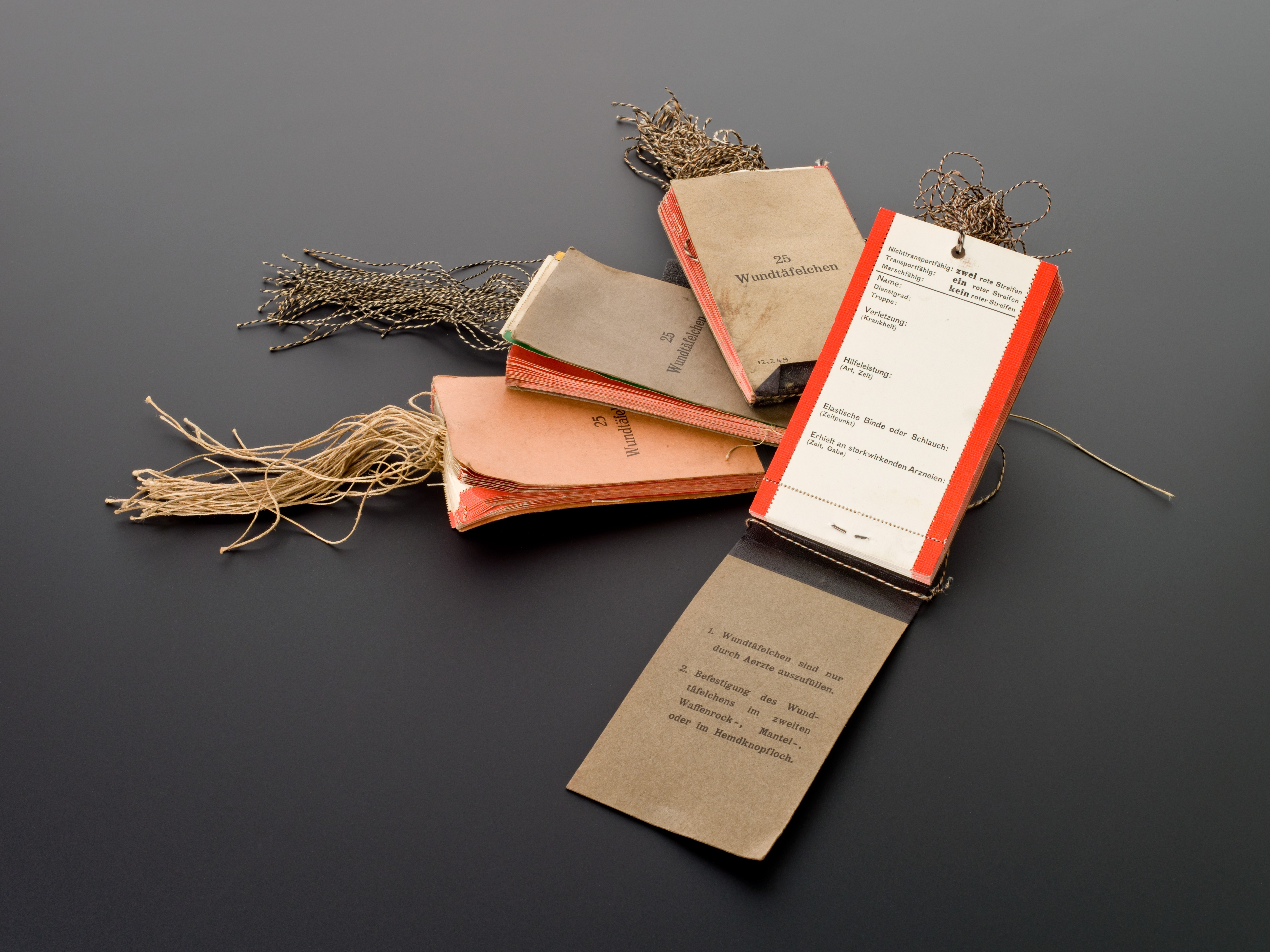
Deutsche „Wundtäfelchen“ zur Dokumentation Verwundeter

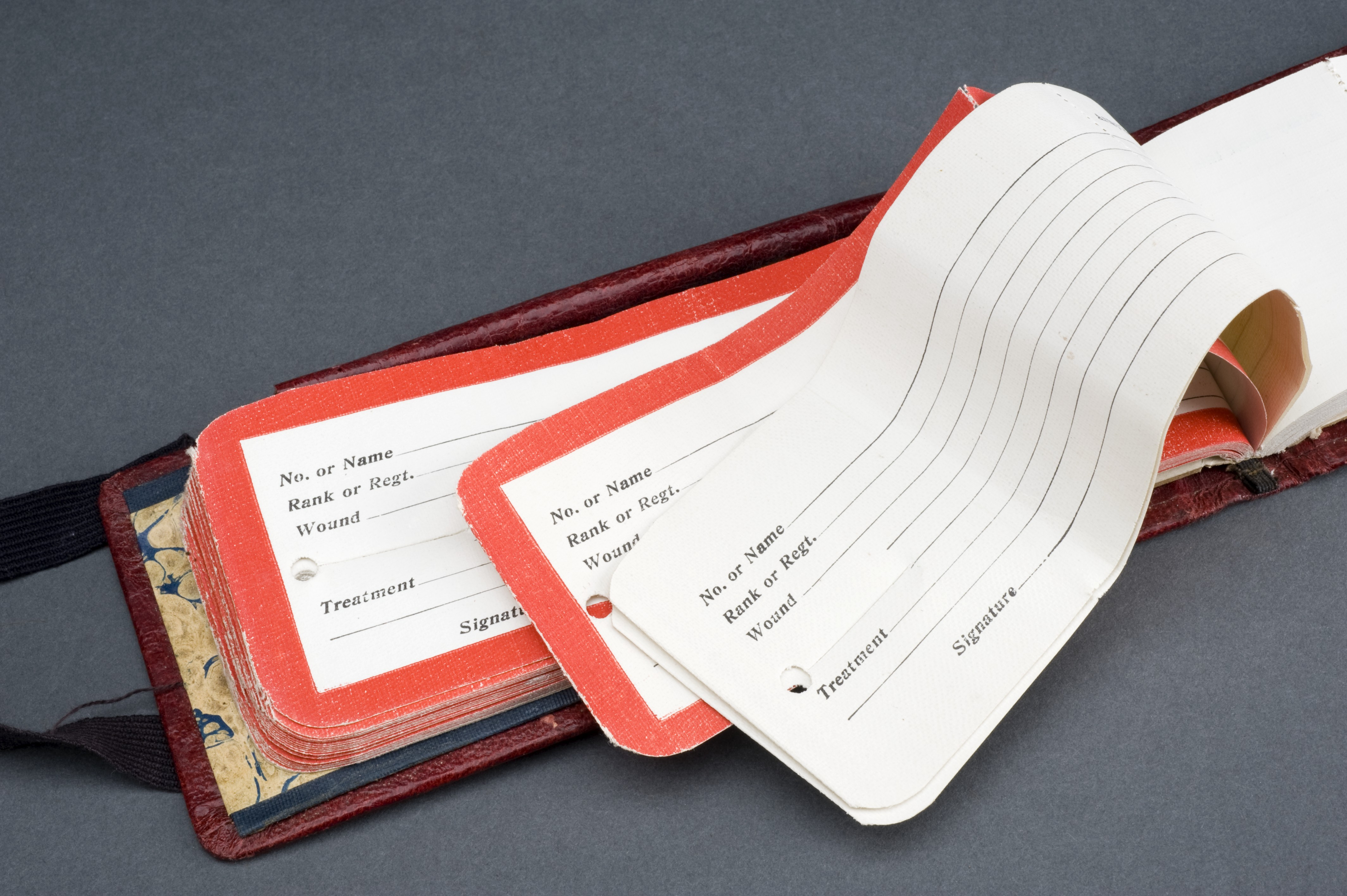
Britische wound tags

Die Überlieferung zum preußischen Heeressanitätswesen ist durch die Zerstörung des Reichsarchivs in Potsdam nach einem Luftangriff im April 1945 verloren. Es lässt sich heute nur noch indirekt aus den bayerischen, württembergischen und sächsischen Archiven erschließen, die untereinander und mit den preußischen Behörden vernetzt waren. Der 1934 in Berlin veröffentlichte Sanitätsbericht über das Deutsche Heer (Deutsches Feld- und Besatzungsheer) im Weltkriege 1914/1918 ist, ebenso wie das Handbuch der ärztlichen Erfahrungen im Weltkriege 1914/1918 im Jahr 2025 noch nicht online verfügbar.
In Frankreich werden militärmedizinische Dokumente in drei Hauptstellen aufbewahrt: dem Service des archives médicales hospitalières des armées (SAMHA) in Limoges, wo überwiegend individuelle Krankenakten sowie Archive einzelner medizinischer Einrichtungen aufbewahrt werden; dem Musée de Val-de-Grâce in Paris, mit lückenhaften Archiven und Dokumenten zum Gesundheitsdienst des 19. und frühen 20. Jahrhunderts; und schließlich dem Service historique de la Défense in Vincennes mit den Archiven des Hôtel des Invalides, Akten einzelner Ärzte und Akten des Service de Santé aus dem 19. und frühen 20. Jahrhundert.
In Großbritannien gingen etwa zwei Drittel von ursprünglich etwa 6,5 Millionen Dokumenten aus dem Ersten Weltkrieg verloren, als im September 1940 eine deutsche Brandbombe den War Office Record Store in Arnside Street, London, in Brand setzte. Die übrig gebliebenen Dokumente waren verkohlt oder durch Löschwasser beschädigt und sind als „burnt documents“ online zugänglich gemacht. Auf britischer Seite nutzte man ab November 1914 medizinische Statistiken, um besser planen zu können und auf zukünftige Kriege besser vorbereitet zu sein. Auf Karteikarten sollten alle ortsfesten Einrichtungen und Krankenhäuser sämtliche Verwundungen dokumentieren. Alle sechs Monate sollten die Karten gesammelt an die Abteilung für Statistik des Medical Research Committee geschickt werden. Die unerwartet lange Dauer des Konflikts, die schiere Zahl der Verwundeten und die ständigen Truppenbewegungen machten es unmöglich, mit den verfügbaren Mitteln einen genauen Überblick zu behalten. Einzig die medizinischen Daten der British Expeditionary Force liegen in ausreichender Menge und Qualität vor. Die britischen Daten zur medizinischen Statistik des Großen Krieges wurden 1931 publiziert und stehen online zur Verfügung.
Während der Dritten Flandernschlacht versuchten die britischen Behörden, sich einen Überblick über die verschiedenen Verletzungen zu verschaffen. Deshalb wurden am 21. September 1917 sämtliche im Zeitraum von 24 Stunden in den Einrichtungen der Erstversorgung (Casualty clearing stations) um Ypern aufgenommenen Verwundeten dokumentiert.
| Waffentyp        | Verwundungen | Prozent |
| ---------------- | ------------ | ------- |
| Brisanzgeschosse | 3.867        | 35,8 %  |
| Schrapnell       | 2.142        | 19,9 %  |
| Kugel            | 2.933        | 27,2 %  |
| Handgranate      | 77           | 0,70 %  |
| Bajonett         | 17           | 0,16 %  |
| Gas              | 209          | 1,94 %  |
| Unbekannt        | 1.544        | 14,3 %  |
| Insgesamt        | 10.789       | 100 %   |

Scotland (2012) erklärt die niedrigen Zahlen der durch Nahkampfwaffen (Bajonett, Handgranate) Verwundeten dadurch, dass entweder das Bajonett an diesem Tag selten zum Einsatz kam oder dass solche Wunden meist tödlich waren und nicht mehr in den Erstversorgungsstellen registriert wurden.
|                               | Anzahl | Anzahl | Anzahl | Anteil  | Anteil  | Anteil  |
| Körperregion                  | schwer | leicht | gesamt | schwer  | leicht  | gesamt  |
| Kopf/Gesicht/Hals             | 2.804  | 4.905  | 7.709  | 5,81 %  | 10,16 % | 15,96 % |
| Augen                         | 364    | 380    | 744    | 0,75 %  | 0,79 %  | 1,54 %  |
| Schulter und Rücken           | 2.126  | 2.873  | 4.999  | 4,40 %  | 5,95 %  | 10,35 % |
| Vordere und seitliche Brust   | 1.308  | 854    | 2.162  | 2,71 %  | 1,77 %  | 4,48 %  |
| Vorderer und seitlicher Bauch | 1.138  | 400    | 1.538  | 2,36 %  | 0,83 %  | 3,18 %  |
| Gesäß                         | 863    | 1.019  | 1.882  | 1,79 %  | 2,11 %  | 3,90 %  |
| Oberschenkel                  | 2.459  | 2.507  | 4.966  | 5,09 %  | 5,19 %  | 10,28 % |
| Unterschenkel                 | 3.542  | 3.917  | 7.459  | 7,33 %  | 8,11 %  | 15,44 % |
| Füße                          | 713    | 1.316  | 2.029  | 1,48 %  | 2,73 %  | 4,20 %  |
| Oberarme                      | 2.245  | 3.218  | 5.463  | 4,65 %  | 6,66 %  | 11,31 % |
| Unterarme/Ellenbogen          | 776    | 1.166  | 1.942  | 1,61 %  | 2,41 %  | 4,02 %  |
| Hände                         | 808    | 2.138  | 2.946  | 1,67 %  | 4,43 %  | 6,10 %  |
| mehrere                       | 2.986  | 1.465  | 4.451  | 6,18 %  | 3,03 %  | 9,22 %  |
|                               |        |        |        |         |         |         |
| insgesamt                     | 22,132 | 26.158 | 48.290 | 45,83 % | 54,17 % | 100 %   |

## Logistik
| Jahr         | „All ranks, all forces“ |
| ------------ | ----------------------- |
| 1913         | 212.355                 |
| Aug–Dez 1914 | 1.524.257               |
| 1915         | 2.666.281               |
| 1916         | 3.551.398               |
| 1917         | 4.760.788               |
| 1918         | 4.796.088               |
| 1927         | 187.084                 |

Niemals zuvor waren annähernd so große Menschenmassen unmittelbar in Kriegshandlungen einbezogen und standen damit unter der Obhut der medizinischen Dienste. Im ersten Kriegsjahr versiebenfachte sich die Stärke der British Army, im dritten Kriegsjahr waren mehr als zwanzigmal so viele Menschen militärmedizinisch zu versorgen.
Auf Seiten der Alliierten trat als zusätzliche Herausforderung die Mobilisation von Soldaten und Arbeitskräften aus den Kolonien hinzu, bei deren medizinischer Behandlung oftmals ihre Lebens- und Ernährungsgewohnheiten, kulturelle Bräuche und das Klima ihres Einsatzortes zu beachten waren: An der Westfront verrichteten 1917 62.905, 1918 117.484 nicht-europäische Personen Dienst in Arbeitsbataillonen. Bei der Vielzahl der Kriegsschauplätze war die Logistik der Verwundetenversorgung ebenso den örtlichen Bedingungen anzupassen wie die medizinische Behandlung der Verwundeten und der Erhalt der Gesundheit der Kämpfenden.
Vor der medizinischen Behandlung steht die systematische Bergung der Verletzten, ihre rasche Evakuierung aus dem unmittelbaren Kampfgebiet und ihre geeignete Unterbringung. Auf dem Schlachtfeld erhielten Verletzte Erste Hilfe und wurden von Trägern zum Erstversorgungsort gebracht. An der Westfront war dies in der britischen Armee der Regimental Aid Post, gewöhnlich unter der Leitung eines Regimentsarztes in einem Graben oder Unterstand in der Nähe des Hauptquartiers des Regiments gelegen. Gehfähige Verwundete wurden dann selbständig oder mit einem Führer zu einem Sammelposten oder einer Advanced Dressing Station geschickt. Dort trafen auch nicht gehfähig Verletzte mit Tragbahren ein. In dieser Station, die so nahe wie möglich am Kampfgebiet lag, wurden Notverbände gewechselt und die Patienten kurz behandelt, bevor sie zur Main Dressing Station weitergeleitet wurden. Dort verblieben die leichteren Fälle, Notoperationen wurden durchgeführt und eine Krankenakte angelegt. Verletzte, die weitere Behandlung brauchten, wurden zur Casualty Clearing Station weitergeleitet. Hier konnten sich weniger schwer Verwundete einige Tage lang erholen und wurden dann zur Front zurückgeschickt. Ernster Verwundete wurden hier ärztlich behandelt oder operiert, bevor sie weiter hinter die Linien oder in ein Basislazarett verlegt werden konnten.
Auf französischer Seite wurden Verwundete an Ort und Stelle durch Sanitäter (brancardiers) behandelt, weitergeleitet an Sanitätsposten (infirmerie) oder in einem Hôpital d'orientation et d'évacuation (Orientierungs- und Evakuierungs-Lazarett) operiert und an weiter versorgende Kliniken abgegeben.
Die Versorgung und Evakuierung der Verletzten wurde erschwert durch die hohe Zahl in kurzer Zeit Verwundeter, deren Transport und Versorgung mit den logistischen Bedürfnissen der Kämpfe konkurrierte. Außerdem reichte die Zahl der Bahrenträger und die Aufnahmefähigkeit der Verbandplätze nicht aus, um Tausende von Verwundeten innerhalb eines Tages zu versorgen.
|                       |                    |              |            | Stammpersonal | Stammpersonal | Stammpersonal | Zusätzliche Kräfte | Zusätzliche Kräfte | Zusätzliche Kräfte |                      |
| Schauplatz            | Zeitraum           | Divi- sionen | Anzahl CCS | Ärzte         | Pflege        | Andere        | Ärzte              | Pflege             | Andere             | Verwundete, 1. Woche |
| Neuve-Chapelle        | 10.–15. März 1915  | 4            | 7          | 43            | 29            | 457           | 8                  | 6                  | 25                 | 8.181                |
| Ypern                 | 22.–28. April 1915 | 6            | 7          | 55            | 39            | 582           | 7                  | 8                  | 5                  | 8.081                |
| Loos                  | 25.09.-1.10.1915   | 16           | 12         | 91            | 75            | 1.131         | 7                  | -                  | 64                 | 24.324               |
| Somme                 | 1.-7. Juli 1916    | 21           | 15         | 154           | 130           | 1.895         | 20                 | 7                  | 39                 | 42.212               |
| Arras, mit Vimy Ridge | 9.-16. April 1917  | 37           | 24         | 224           | 273           | 2758          | 50                 | 41                 | 151                | 29.038               |
| Messines              | 7.-14. Juli 1917   | 12           | 13         | 116           | 141           | 1.342         | 100                | 118                | 443                | 18.492               |
| Ypern                 | 31.07.-06.08.1917  | 14           | 24         | 187           | 219           | 2.142         | 192                | 283                | 1.428              | 25.638               |

Zu Beginn des Krieges gingen alle Seiten von einer kurzen Konfliktdauer aus. Nach den ersten Schlachten 1914 war die britische militärische Administration vorwiegend mit Fragen des immerzu steigenden Bedarfs an Menschen, der Evakuierung Kranker und Verwundeter und des dringenden Bedarfs an Verstärkung beschäftigt. Als die Schlachten immer länger wurden, U-Boote den Schiffsverkehr über den Ärmelkanal und damit die Verlegung von Truppen und den Rücktransport Verwundeter sowie von Material gefährlicher machten und sich die Hoffnung auf einen schnellen Frieden nicht erfüllte, richtete sich die Aufmerksamkeit auf den Anteil Erkrankter und Verwundeter, die zurück in den Krieg geschickt werden konnten. Je mehr Menschen im Hinterland des Kampfgebiets behandelt und wieder genesen konnten, desto mehr ausgebildete, erfahrene Soldaten standen im Kampfgebiet zur Verfügung und desto weniger Invalide mussten über den Seeweg evakuiert und frische Kräfte beigeschafft werden. Hierbei „brachen“ die bislang bekannten „Lehrbuchmethoden zusammen“ und konnten zumindest an der Westfront angepasst werden. An abgelegeneren Kriegsschauplätzen wie in Mesopotamien oder Deutsch-Ostafrika war die medizinische Versorgung mangelhaft und die Verwundeten schwerem Leid ausgesetzt.
|                       |          | Dienstfähigkeit vor Ort wiederhergestellt | Dienstfähigkeit vor Ort wiederhergestellt | Dienstfähigkeit vor Ort wiederhergestellt | Anteil an der Gesamtzahl aller Zugänge | Anteil an der Gesamtzahl aller Zugänge | Anteil an der Gesamtzahl aller Zugänge |
| Schauplatz            | Zeitraum | verwundet                                 | krank/verletzt                            | gesamt                                    | verwundet                              | krank/verletzt                         | gesamt                                 |
| Frankreich + Flandern | 1914–18  | 548.959                                   | 2.396.273                                 | 2.981.232                                 | 29,40 %                                | 67,91 %                                | 54,03 %                                |
| Italien               | 1917–18  | 1.956                                     | 35.380                                    | 37.336                                    | 41,21 %                                | 68,95 %                                | 66,60 %                                |
| Mazedonien            | 1915–18  | 9.919                                     | 348.230                                   | 358.149                                   | 54,54 %                                | 72,36                                  | 71,71 %                                |
| Mesopotamien          | 1914–18  | 25.911                                    | 634.889                                   | 660.800                                   | 43,93 %                                | 77,39 %                                | 75,14 %                                |

## Infektiologie und Hygiene
| Konflikt                   | Jahr      | Rate    |
| -------------------------- | --------- | ------- |
| Spanienkrieg Napoleons I.  | 1808–1814 | 1 : 7,5 |
| Krimkrieg                  | 1854–1856 | 1 : 5   |
| Zweiter Burenkrieg         | 1899–1902 | 1 : 2   |
| Russisch-Japanischer Krieg | 1904–1905 | 1 : 1,6 |

Im Ersten Weltkrieg starben erstmals mehr Menschen durch Waffengewalt als durch Infektionskrankheiten: Zwischen 1914 und 1918 erlagen in Frankreich und Flandern 7,61 % der dort eingesetzten britischen Soldaten ihren Verwundungen und nur 0,91 % Krankheiten. Das veränderte Verhältnis zwischen der Sterberate durch Infektionen und der durch Verwundung ist nur zum Teil durch verbesserte Hygiene, die Einführung aseptischer Behandlungstechniken und die Verfügbarkeit von Antitoxinen zu erklären: Die Waffengewalt erreichte Dimensionen, welche die Zahl der Todesopfer durch Infektionen in den Schatten stellte.

### Desinfektion
Zur hygienischen Händedesinfektion wurden hochprozentige (80 %) Alkohol- oder Alkoholseifenlösungen, 0,1-prozentige Sublimat-(Quecksilber(II)-chlorid)-Lösungen und Kresolseifen-Präparate verwendet. In der chirurgischen Hautantisepsis fanden Sublimat, Iodtinktur, Jodbenzin, Tetrachlormethan sowie Alkohol- oder Alkoholseifenlösungen Anwendung. Die im Verlauf des Krieges eintretende Fett- und Alkoholknappheit erzwang die Entwicklung seifenfreier Desinfektionsmittel wie Beta-Lysol, Kresotinkresol und Fawestol.
Einen wesentlichen Fortschritt in der Bekämpfung von Wundinfektionen erbrachte die kontinuierliche Spülung von Wunden mit Natriumhypochlorid, die von Henry Drysdale Dakin im August 1914 beschrieben und zusammen mit Alexis Carrel im Militärkrankenhaus von Compiègne weiterentwickelt wurde. Diese Methode wurde 1916 auch in Deutschland bekannt.

### Physikalische Schäden

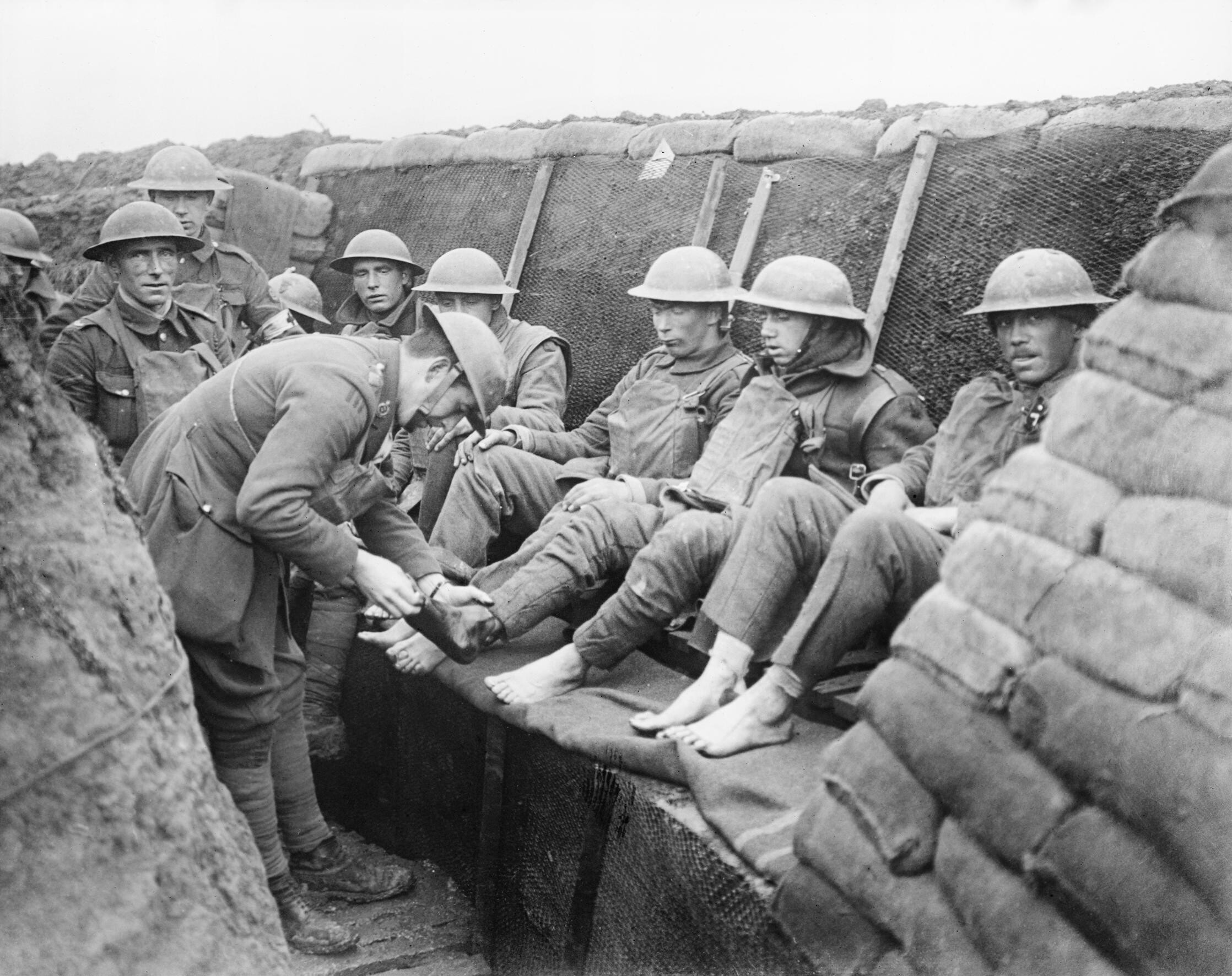
Fußinspektion durch einen britischen Regimentsarzt, 1918

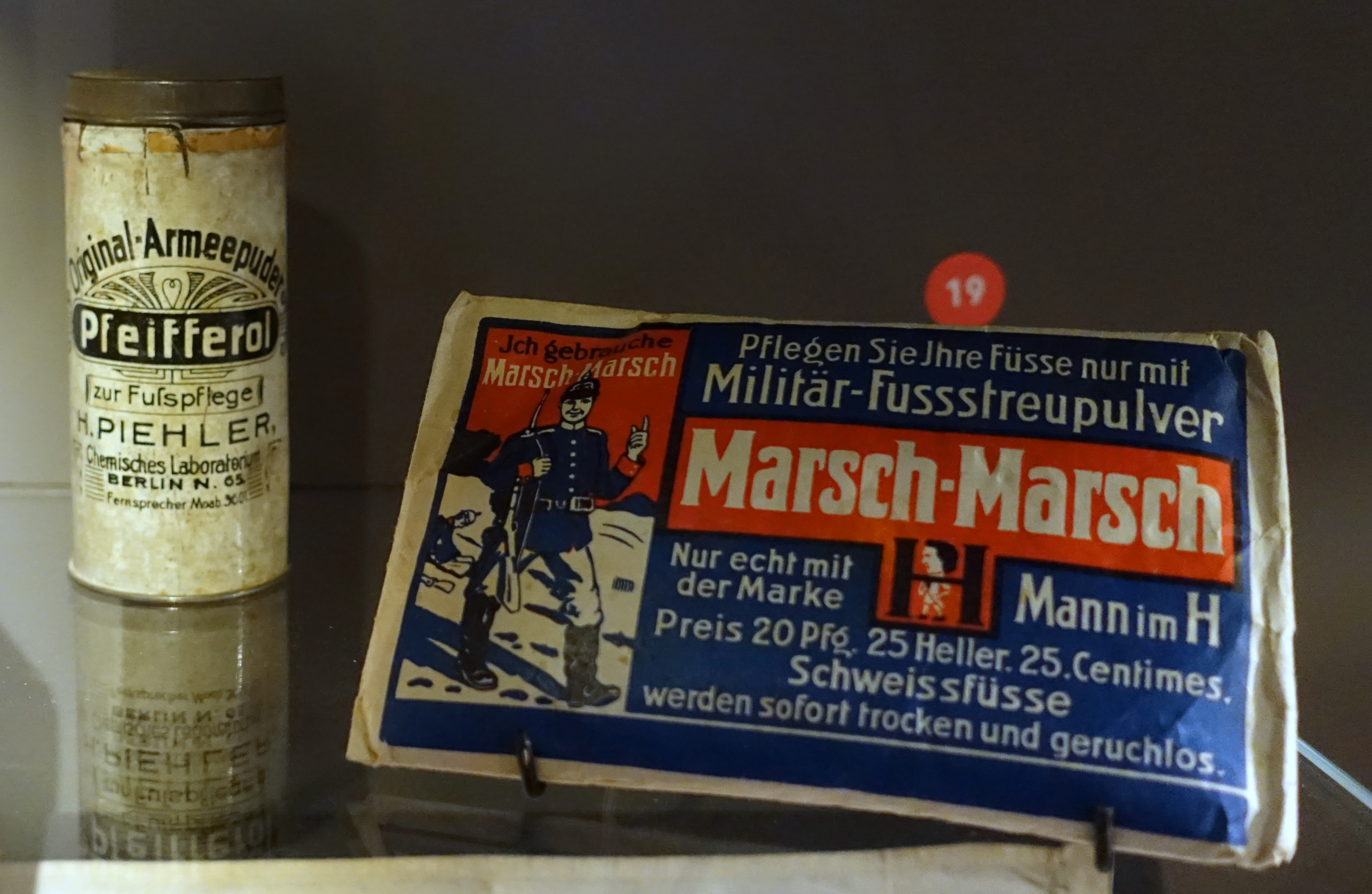
Pfeifferol Armee-Puder und Fußpulver „Marsch-Marsch“

Neben dem Grabenfieber, Tetanus, Kopfverletzungen, Gasgangrän und psychischen Traumata erlitten die Soldaten in außerordentlich großer Zahl Gesundheitsschäden durch physikalische Einwirkung wie Frostbeulen und den sogenannten Grabenfuß. Die letzten beiden Erkrankungen waren aus militärischer Sicht von Bedeutung, denn sie machten einerseits die Betroffenen marsch- und kampfunfähig, ließen sich aber durch angemessene Maßnahmen verhindern, welche letztlich eine Frage der Disziplin darstellten.
Im Winter 1914/15 trat eine Erkrankung gehäuft auf, die durch Schwellung, Taubheitsgefühl und Schmerzen in den Füßen gekennzeichnet war. Binnen kurzer Zeit waren die Ärzte sich einig, dass es sich hierbei um eine eigenständige Erkrankung handelte, welche heute als Kälte-Nässe-Schaden der Hände oder Füße bekannt ist. Hervorgerufen wurde sie durch Veränderungen der Durchblutung in den Füßen aufgrund von Kälte, Feuchtigkeit und Druck. Unzureichende Diät und Erschöpfung konnten die Anfälligkeit für die Erkrankung erhöhen. Auf beiden Seiten wurde der Grabenfuß (englisch Immersion Foot Syndrome, französisch pied de tranchée) zu einem ernsten Problem. Nach britischen und amerikanischen Daten erkrankten daran ca. 75.000 britische und 2000 amerikanische Soldaten. Die niedrigere Zahl erkrankter Amerikaner erklärt sich vermutlich daher, dass zum Zeitpunkt des Kriegseintritts der USA 1917 schon wirksame Vorbeugungsmaßnahmen bekannt waren.
Wenn menschliches Gewebe über längere Zeit Kälte und Feuchtigkeit ausgesetzt ist, zeigen sich die ersten Auswirkungen im Gefäß- und Lymphsystem, auch ohne dass Erfrierungen vorliegen mussten. Die kleinen oberflächlichen Gefäße, im späteren Verlauf dann auch die tiefer liegenden größeren Arterien reagieren auf anhaltende Kälte mit einer Verengung. Diese äußert sich in Schmerzen und eingeschränkter Beweglichkeit, in diesem Fall des Fußes und Unterschenkels. Wenn dieser Zustand länger andauert, erweitern sich die Gefäße wieder und das Gewebe rötet und verfärbt sich blau-livide bis hin zur Zyanose. Das Krankheitsbild ähnelt dem einer peripheren Vasoneuropathie. Wiederholt sich dies öfter, bilden sich durch das Absterben des Gewebes Blasen und Geschwüre, welche zu Infektionen und Gewebeverlust führen. Daraus kann sich eine Zellulitis oder Gangrän entwickeln, welche spätestens mit Auftreten einer Sepsis zur Amputation der betroffenen Gliedmaßen zwingt. In der deutschen Fachliteratur schrieb man schon 1913 von „Frostschaden ohne Frostwetter“. Auch heute noch ist die Behandlung des Grabenfußes nicht abschließend geklärt: Britische Ärzte wie Basil Hughes empfahlen auf der Grundlage präziser Beobachtung die Vorbeugung als wichtigste Maßnahme: Die Füße sollten warm gehalten werden, die Socken möglichst oft gewechselt und die Füße dabei gelüftet werden, mit Öl gepflegt und regelmäßig inspiziert werden. Erschöpfung und mangelhafte Ernährung sollten als präsdisponierende Faktoren vermieden werden. Der venösen Stauung könne durch Bewegung und Hochlagern der Unterschenkel vorgebeugt werden. Im Frühstadium der Stauung ohne Gewebeschaden sei eine Behandlung für 36 Stunden im Regimental Aid Post ausreichend, um den Soldaten wieder für seine Aufgabe tauglich zu machen. Obwohl die Krankheit des Grabenfußes auch nach dem Ersten Weltkrieg in militärischem und zivilem Kontext aufgetreten ist, ist der Kenntnisstand auch heute noch nicht weiter fortgeschritten.

### Kriegsseuchen
Bestimmte Infektionskrankheiten kommen als „Kriegsseuchen“ in militärischen Organisationen häufiger vor und verbreiten sich unter den Bedingungen des Krieges weiter als in anderen gesellschaftlichen Umgebungen. Hierzu gehören die Erkrankungen Typhus, Rückfallfieber, Fleckfieber und Dysenterie. Inaktivierte Typhusimpfstoffe wurden 1896 fast gleichzeitig auf englischer Seite von Almroth Edward Wright und Richard Pfeiffer in Deutschland entwickelt und schon im August 1914 in der englischen und deutschen Armee eingeführt. In der Folge erkrankten und starben auf beiden Seiten deutlich weniger Menschen an dieser Infektionskrankheit.
| Konflikt                                      | Fallzahl | Verstorbene | Prozent |
| --------------------------------------------- | -------- | ----------- | ------- |
| Deutsch-Französischer Krieg (1870–1871)       | 73.396   | 8.789       | 11,5 %  |
| Zweiter Burenkrieg (1899–1902)                | 42.471   | n. a.       | n. a.   |
| Völkermord an den Herero und Nama (1904–1908) | 4.700    | 555         | 11,8 %  |

| Jahr      | Fallzahl | Verstorbene | Prozent |
| --------- | -------- | ----------- | ------- |
| 1914/1915 | 50.119   | 8.146       | 16,3 %  |
| 1915/1916 | 34.846   | 1.908       | 5,5 %   |
| 1916/1917 | 18.966   | 638         | 3,4 %   |
| 1917/1918 | 24.641   | 1.031       | 4,2 %   |

Diphtherie-Antitoxin wurde im akuten Krankheitsfall zur Behandlung eingesetzt.
1884 entdeckte Arthur Nicolaier den Erreger Clostridium tetani dieser tödlich verlaufenden Wundinfektion. Behring und Kitasato wiesen 1890 die Wirksamkeit von Antitoxinen gegen Tetanus und Diphtherie nach. Von August bis Dezember 1914, als Antitoxin noch nicht in den erforderlichen Mengen verfügbar war, erkrankten von insgesamt 431.726 verwundeten Soldaten 1.656 (3,8 %). Dies entsprach der aus dem Deutsch-Französischen Krieg bekannten Erkrankungsrate von 3,5 %, als noch keine vorbeugenden Maßnahmen möglich waren. In den ersten Kriegsmonaten wurde das Antitoxin nach heutigem Wissen zu spät, erst beim Einsetzen von Symptomen, eingesetzt. Ab April 1915 wurde das Antiserum so schnell wie möglich nach jedweder Verletzung, im Verlauf des Krieges schließlich vorbeugend angewendet. Durch diese Maßnahme sank die Zahl der Erkrankten im zweiten Jahr auf 217, im dritten auf 185. Insgesamt wurden mehr als 10 Millionen Dosen des Antiserums verabreicht.

### Sexuell übertragbare Erkrankungen

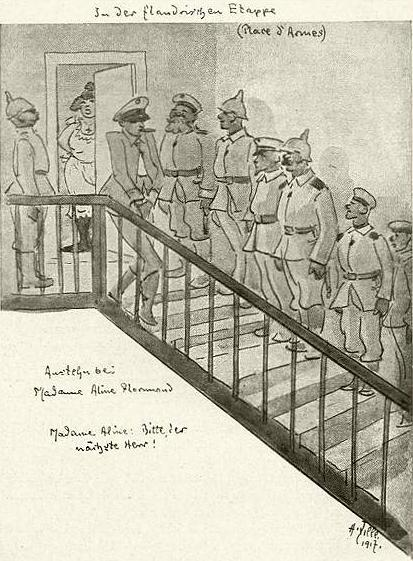
Heinrich Zille In der flandrischen Etappe

Zur Inzidenz und Prävalenz von sexuell übertragbaren Erkrankungen liegen keine verlässlichen Daten vor. Die Autoren des Kapitels Venereal Diseases im medizinischen Teil des britischen Kriegsberichts gehen von etwa 400.000 Personen aus, die während des Kriegs wegen einer Geschlechtskrankheit behandelt wurden. Etwa 66 % entfielen auf die Gonorrhoe, 24 % auf die Syphilis, 6 % auf das Ulcus molle. Die Daten zeigen, dass in größeren Städten die Wahrscheinlichkeit höher war, sich anzustecken. Zur Vorbeugung sexuell übertragbarer Erkrankungen erhielt zu Beginn des Krieges jeder Soldat der British Expeditionary Force ein Flugblatt, in dem zu sexueller Enthaltsamkeit aufgerufen wurde. Weitere Flugblätter gab der 1914 gegründete National council for combating venereal disease heraus, der auch Vorträge zum Schutz vor Geschlechtskrankheiten organisierte. Einrichtungen wie das 1915 in Poperinge, Belgien, gegründete Talbot House wollten den Soldaten eine ehrbare Alternative zu den Kneipen und Bordellen der Stadt bieten.
In Deutschland stieß der Dermatologe Albert Neisser 1915 eine Diskussion um die sexuelle Enthaltsamkeit der Soldaten an. In seiner Schrift Der Krieg und die Geschlechtskrankheiten (1915) trat er dafür ein, das Thema anstelle unter „ethisch-moralischen“ Gesichtspunkten unter „sozialen“ Aspekten zu diskutieren. Da institutionalisierte Prostitution nur einen kleinen Anteil am Gesamtgeschehen habe, sei ein Verbot wirkungslos und eine strengere Kontrolle könne nur begrenzt wirksam sein. Um die Geschlechtskrankheiten mit allen Folgen für Militär und Zivilgesellschaft einzudämmen, forderte er die „Anerkennung der Notwendigkeit, für möglichst weite Verbreitung der antivenerischen Schutzmaßregeln zu sorgen“ und die Einführung eines verpflichtenden Unterrichts und einer staatlichen Prüfung im Spezialfach der Geschlechtskrankheiten im Medizinstudium. Alle Soldaten, die ein offizielles Bordell besuchten, mussten sich gemäß einer offiziellen Dienstanweisung vor und nach dem Geschlechtsverkehr einer Behandlung unterziehen. In den ersten Kriegsjahren wurden Kondome empfohlen, gegen Kriegsende aber wegen der schlechten Qualität des Gummis abgelehnt. Nach dem Geschlechtsverkehr sollte die Harnröhre durch Wasserlassen gespült werden. Danach sollte eine 20-prozentige Protargol-Glyzerinlösung in die Harnröhre geträufelt und Eichel und Vorhaut mit 4 % Kalomel- oder 0,4 % Sublimatsalbe eingerieben werden. Die Gonorrhoe wurde vor allem mit Spülungen der Harnröhre und Einspritzungen von kolloidalem Silber (Albargin, Protargol) oder Silbernitrat behandelt. Zur Anwendung kam auch ein polyvalenter Impfstoff gegen Gonokokken (Arthigon; Schering AG), der intramuskulär gespritzt wurde, sich aber als leberschädlich erwies. Die Syphilis wurde mit Salvarsan-Injektionen behandelt, die häufig noch mit den traditionell gebräuchlichen Kalomel kombiniert wurden.
| August bis Dezember 1914  | August bis Dezember 1914 | August bis Dezember 1914 | 1915                      | 1915   | 1915            |
| Erkrankung                | Anzahl                   | Ratio per 1.000          | Erkrankung                | Anzahl | Ratio per 1.000 |
| ------------------------- | ------------------------ | ------------------------ | ------------------------- | ------ | --------------- |
|                           |                          |                          |                           |        |                 |
| Verdauungstrakt           | 17.598                   | 13,74                    | Verdauungstrakt           | 64.995 | 43,96           |
| Verletzung                | 10.411                   | 8,13                     | Haut                      | 41.535 | 28,09           |
| Hautkrankheiten           | 9.659                    | 7,54                     | Bewegungsapparat          | 37.244 | 25,19           |
| Geschlechtskrankheiten    | 9.107                    | 7,11                     | Verletzung                | 35.314 | 23,89           |
| Bewegungsapparat          | 8.441                    | 6,59                     | Geschlechtskrankheiten    | 34.758 | 23,51           |
| Atemwege (ohne Pneumonie) | 8.233                    | 6,43                     | Atemwege (ohne Pneumonie) | 31.673 | 21,42           |
| -                         | -                        | -                        | Influenza                 | 31.360 | 21,21           |

Auf britischer Seite waren Versuche, die Infektionsrate durch strengere Kontrollen von Bordellen und Reihenuntersuchungen von Prostituierten zu senken, nur begrenzt erfolgreich, ebenso Maßnahmen wie ein Alkoholverbot. Einige Erfolge erzielten die sogenannten Maisons de tolérance: In Le Havre war es den Soldaten erlaubt, in bestimmten Straßen Prostituierte aufzusuchen. Im Gegenzug erwartete man von den Frauen, dass sie die Hygieneempfehlungen des Militärs einhielten. Ab 1916 erhielten alle britischen Abteilungen einen Irrigator mit einer 1:3000 verdünnten Kaliumpermanganat-Lösung und Kalomel-Salbe zur persönlichen Desinfektion. Diese Maßnahmen erwiesen sich als wenig populär, weswegen ab 1918 jedem Soldaten auf Antrag eine Flasche Kaliumpermanganatlösung, ein Wattebausch und eine Tube Kalomelsalbe zugeteilt wurde, womit er sich unverzüglich desinfizieren sollte. Die kanadischen, australischen und neuseeländischen Truppenteile, später auch die amerikanische Armee, boten ihren Soldaten darüber hinaus eine Desinfektion durch qualifiziertes Personal an. Diese bestand in einer Waschung der Genitalien mit Seife und Wasser, dann mit 1:2000 verdünnter Quecksilberperchlorid. Anschließend wurde der Eingang der Harnröhre mit dem silberhaltigen Desinfektionsmittel Argyrol oder mit Sulfamidochrysoidin ausgewischt. In die gesamte Harnröhre wurde eines der beiden Desinfektionsmittel eingespritzt und zum Abschluss die Geschlechtsteile mit 30-prozentiger Kalomelsalbe eingerieben. Die Spülung der Harnröhre mit Desinfektionsmitteln kam auch bei frühen Stadien der Gonorrhoe zum Einsatz.
Zur Behandlung sexuell übertragener Infektionskrankheiten wurden eigene Kliniken und besondere Klinikstationen eingerichtet. Bei Kriegsende verfügte das Vereinigte Königreich über 20 Kliniken mit insgesamt etwa 11.000 Betten sowie 14 gesonderte Stationen mit weiteren 1.400 Betten speziell für die Behandlung von Personen mit diesen Erkrankungen. In Frankreich waren vier große Kliniken in Le Havre, Calais, Etaples und Rouen eingerichtet, sowie vier kleinere Krankenhäuser mit insgesamt 9.000 Betten. In Italien, Ägypten und in Saloniki standen ebenfalls Betten zur Verfügung, so dass in den Britischen Streitkräften insgesamt etwa 23.900 Betten für mit Geschlechtskrankheiten Infizierte bereitstanden.
Versuche mit Salvarsan, „606“ zur Behandlung der Syphilis wurden seit 1910 auch im Vereinigten Königreich durchgeführt. Anfänglich waren zu hohe Dosen in zu kurzen Intervallen gegeben worden, was zu zerebralen Symptomen und Todesfällen geführt hatte. Im Verlauf traten selbst bei geringeren Dosen und längeren Abständen zwischen den Injektionen schwere, teils tödlich verlaufende Fälle von Dermatitis auf.

## Anästhesie, lebenserhaltende Maßnahmen

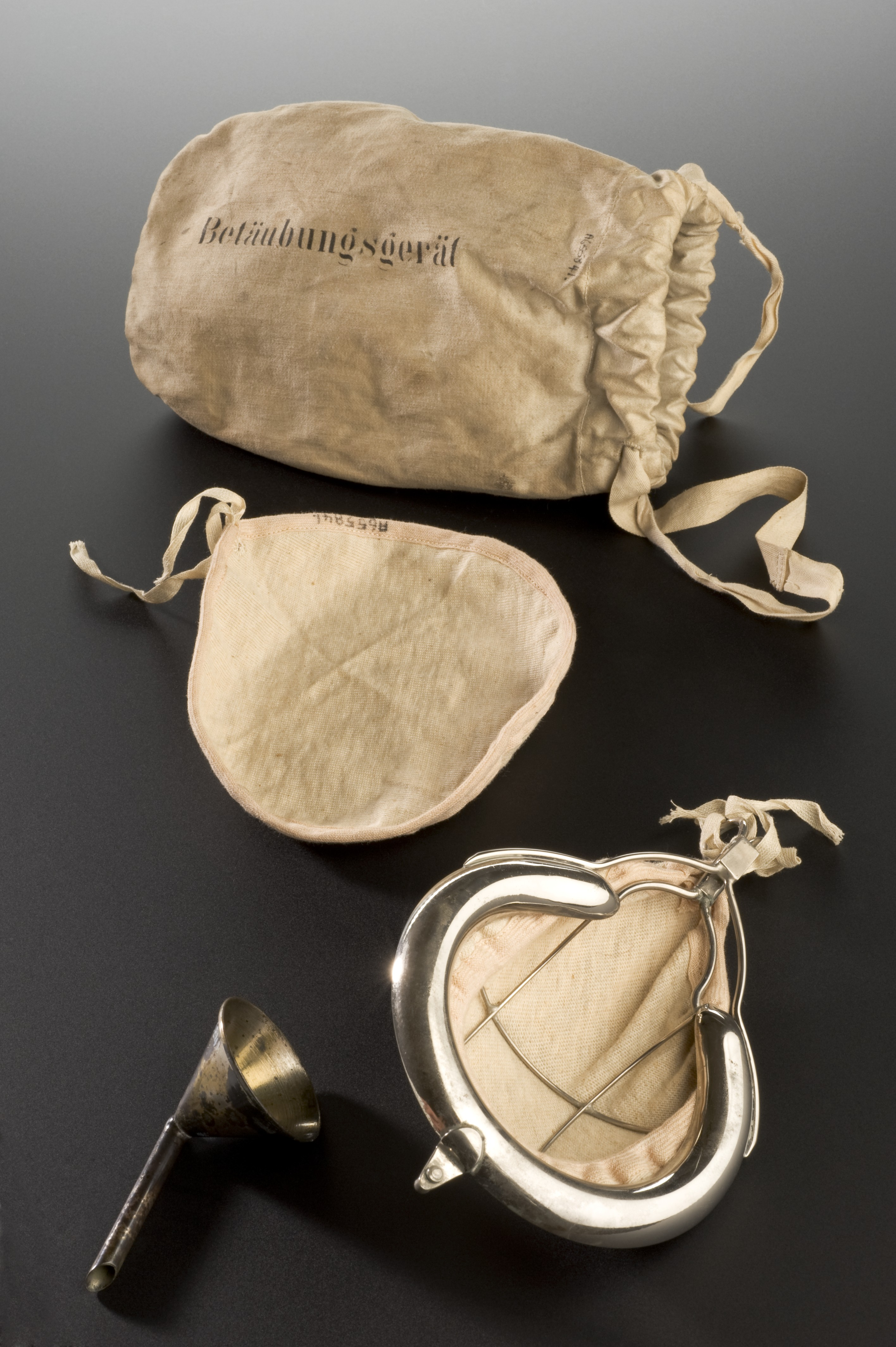
Deutsche Anästhesiemaske („Betäubungsgerät“)

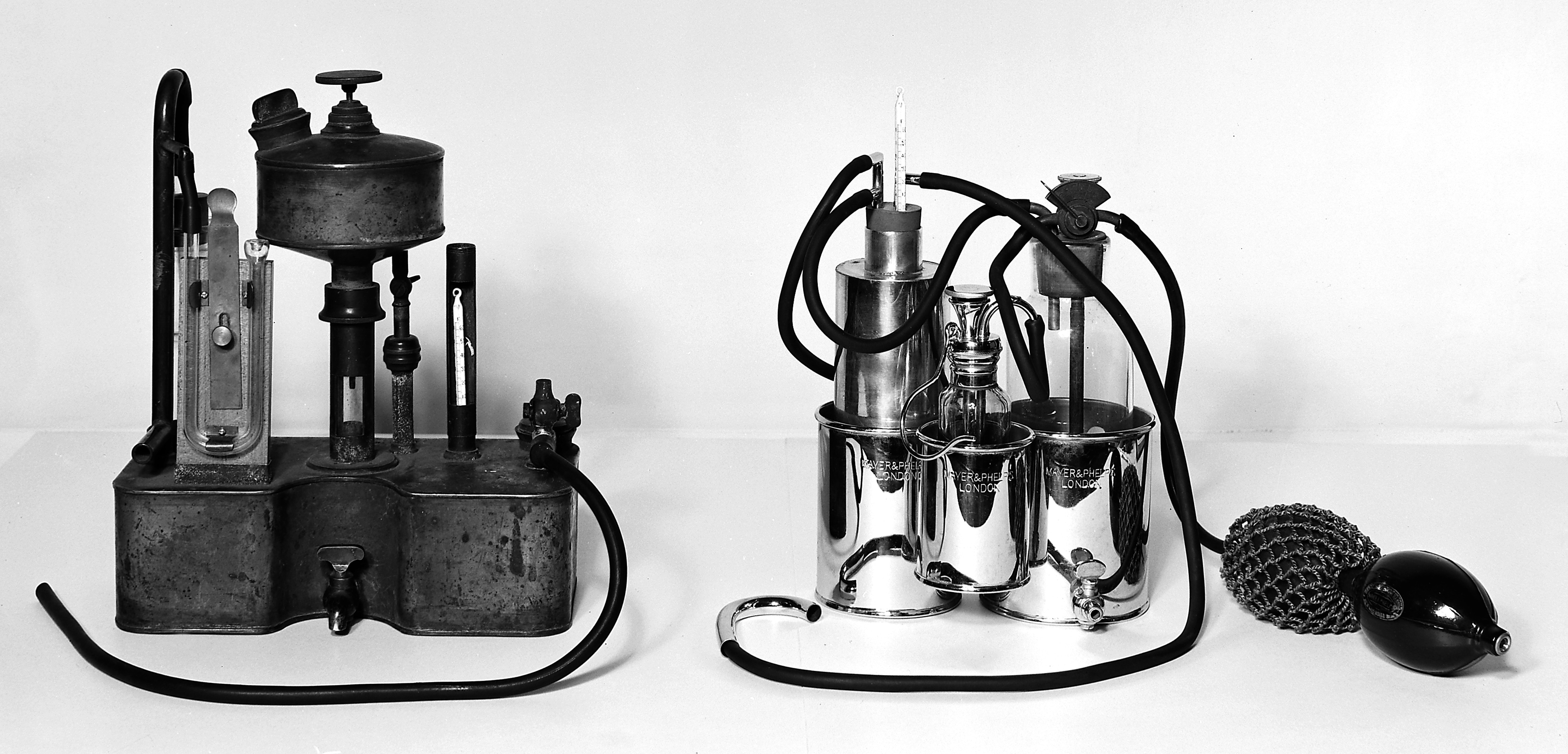
Warmverdampfer zur Äthernarkose, rechts ein Shipway-Apparat

Die Rolle des Anästhesisten als die Operation begleitender Arzt, der sein medizinisches Fachwissen nutzt, um einen individuellen Patienten durch einen chirurgischen Eingriff zu bringen, wurde durch die Pionierarbeit des Physiologen Geoffrey Marshall etabliert, die er in einer Casualty Clearing Station in der Nähe von Ypern leistete und 1917 veröffentlichte. Er beschrieb, dass „Verwundete, die den Erstversorgungsplatz erreichten, oft eine sofortige lebenserhaltende Operation brauchten, aber gleichzeitig unter Schock und Blutverlust litten.“
Marshall schrieb:

“A correct choice of anaesthetic is of the first importance: the patient's life will be as much imperilled by faulty judgment on the part of the anaesthetist as by a wrong decision on the part of the surgeon.”

„Wichtig ist zunächst einmal die Wahl des richtigen Anästhetikums: Das Leben des Patienten ist durch einen Kunstfehler des Anästhesisten ebenso gefährdet wie bei einer falschen Entscheidung auf Seiten des Chirurgen.“

Seit den Anfängen der modernen Anästhesie 1847 waren mehrere Substanzen gefunden und Methoden entwickelt worden, welche zur Durchführung einer Narkose genutzt werden konnten:
- Äther und Chloroform wurden zur offenen Narkose mittels einer Gesichtsmaske verwendet. Beide Stoffe wurden auf die Mullkompresse einer Gesichtsmaske geträufelt und vom Patienten inhaliert. Todesfälle unter Chloroformnarkose machten parallel die Entwicklung von Wiederbelebungstechniken erforderlich. Trotz der Vorteile der Äthernarkose blieb Chloroform das führende Narkosemittel im militärischen Bereich, da es leichter aufzubewahren und nicht explosiv war. Neben der Tropfnarkose konnten britische Ärzte Warmverdampfer für Äthernarkosen nutzen. Das von Francis Shipway 1916 erfundene Gerät kam noch im Zweiten Weltkrieg zum Einsatz.[46]
- Distickstoffmonoxid („Lachgas“) als Inhalationsanästhetikum wurde überwiegend für kurz dauernde Eingriffe verwendet. Da es in Druckflaschen aufbewahrt werden muss, fand es im Krieg aufgrund der Metallknappheit wenig Verwendung. Im Mischungsverhältnis 50 : 50 mit Sauerstoff wirkt es gut analgetisch, schränkt aber das Bewusstsein nur gering ein. Die zum Erreichen einer tieferen Narkose notwendige Verwendung von reinem Distickstoffmonoxid birgt das Risiko, dass der Patient mangels ausreichender Sauerstoffzufuhr erstickt. Geoffrey Marshall beschrieb, dass eine kurze Anwendung des Gases bei Patienten, die keine andere Narkose überlebt hätten, lebensrettende Operationen wie beispielsweise eine rasche Amputation oder Gefäßunterbindung möglich mache.
- Spinalanästhesie und Lokalanästhesie. Heinrich Braun entdeckte den Zusatz von Adrenalin zur Verstärkung der lokalen Wirksamkeit und zur Verringerung von Nebenwirkungen der Lokalanästhesie.[47]
- Aufgrund ihrer Erfahrungen im Deutsch-Französischen Krieg befürworteten Chirurgen wie Esmarch und Billroth die subkutane Injektion von Morphin zur Schmerztherapie, aber auch zur Einleitung von Narkosen. In seinem Handbuch der kriegschirurgischen Technik von 1877 beschreibt Esmarch neben der Durchführung einer Narkose auch lebenserhaltende Maßnahmen unter Narkose.[48]

Die Bluttransfusion ist eine wesentliche lebenserhaltende Maßnahme nach größeren Blutverlusten. Direkte Transfusionen von Spender zu Empfänger wurden durchgeführt. Bei Soldaten bestand die Möglichkeit, ihre Blutgruppe vorab zu bestimmen, so dass Spender schneller gefunden werden konnten. Die Arbeiten von Geoffrey Keynes, Oswald Robertson und Lawrence Bruce Robertson ermöglichten die indirekte Transfusion mittels Blutkonserven in mit Paraffin beschichteten Flaschen und mit Citrat ungerinnbar gemachtem Blut. Blutkonserven konnten auf diese Weise bis zu 26 Tage aufbewahrt werden, so dass erste Blutbanken errichtet werden konnten. Dies war der Beginn der modernen Transfusionsmedizin.

## Militärradiologie

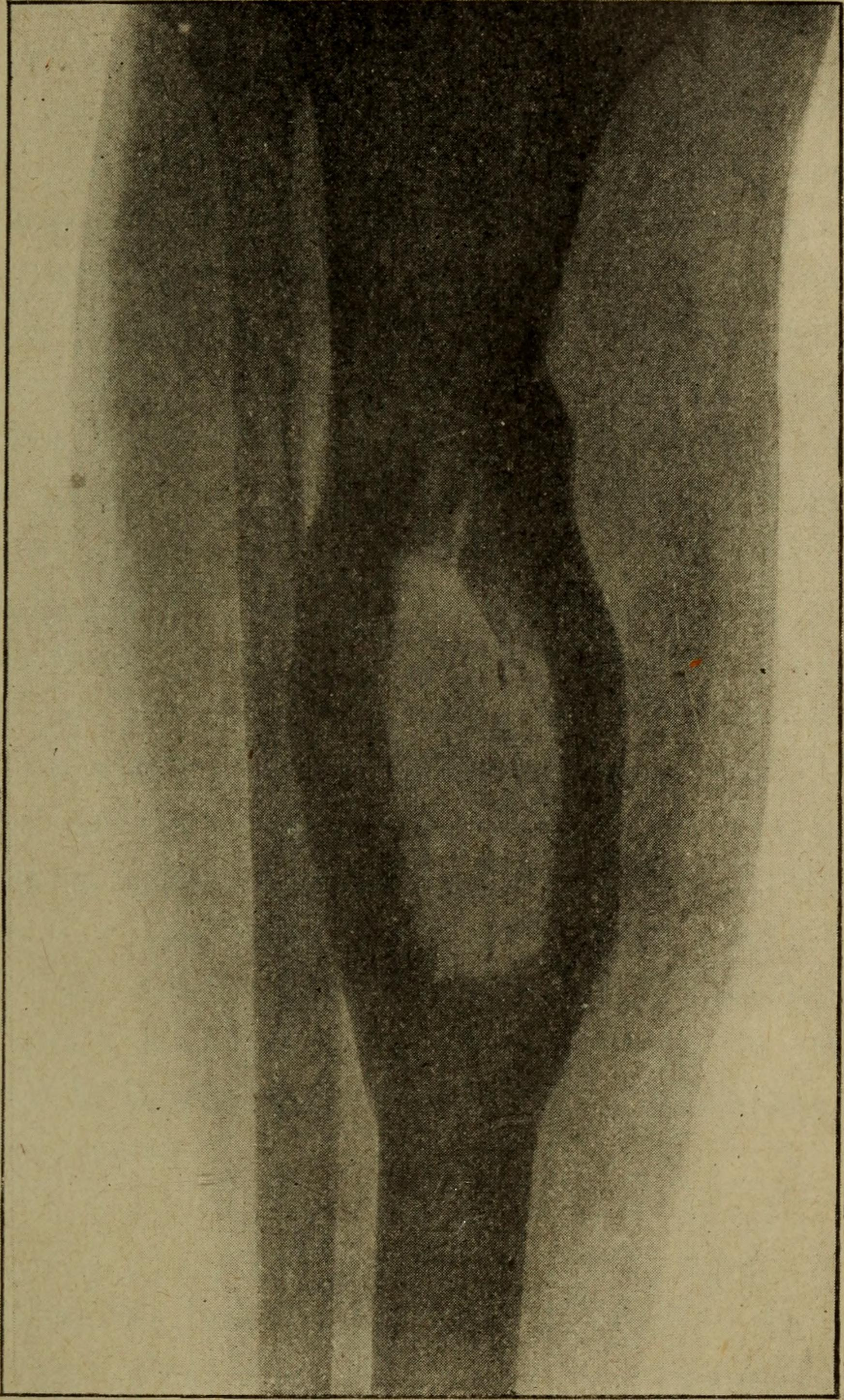
Splitterfraktur des Schienbeins. Aus: Marie Curie: La radiologie et la guerre (1921)

1895 beschrieb Wilhelm Conrad Röntgen erstmals die nach ihm benannte Strahlung. Innerhalb weniger Jahre fand die medizinische Diagnostik mittels Röntgenstrahlen weite Verbreitung. Im April 1896 veröffentlichten Otto von Schjerning und Friedrich Kranzfelder die Ergebnisse der im Auftrag des preußischen Kriegsministeriums durchgeführten Versuche mit Röntgenstrahlen und wiesen auf deren möglichen Nutzen zur Lokalisation von Geschossen hin. Im Mai 1896 war im Berliner Garnisonslazarett I ein „Röntgenkabinett“ zur Untersuchung von Soldaten eingerichtet worden; gleichzeitig entstand in der Kaiser Wilhelms-Akademie für das Militärärztliche Bildungswesen ein Röntgenkabinett für die Grundlagenforschung und Ausbildung von Sanitätsoffizieren in der neuen Technik. 1898 veröffentlichte Hermann Gocht das erste Lehrbuch der Röntgen-Untersuchung zum Gebrauche für Mediciner. Im Jahr 1903 gab es in der preußischen Armee schon über 60 Röntgeneinrichtungen, 1912 verfügten alle deutschen Militärkrankenhäuser über Röntgenabteilungen.
Vor der Einführung der Röntgendiagnostik musste der Chirurg das Ausmaß komplizierter Knochenfrakturen durch Palpation bestimmen, was neben erheblichen Schmerzen auch die Gefahr barg, die Verletzungen durch Verlagerung von Knochensplittern zu verschlimmern. Fremdkörper in Wunden konnten nur durch Wundsonden lokalisiert werden, mit dem Risiko der Wundinfektion. Die Radiologie machte es möglich, Fremdkörper und Projektile, die in den Körper eingedrungen waren, schmerz- und berührungsfrei aufzufinden und die Schwere von Schussbrüchen präzise zu beurteilen. Neben der Röntgenaufnahme, bei der eine belichtete fotografische Platte in der Dunkelkammer entwickelt und fixiert wurde, nutzte man die Durchleuchtung, bei der das Bild auf einem mit fluoreszierendem Material beschichteten Leuchtschirm in Echtzeit entstand. Noch vor dem Krieg war die Technik der Operation unter Durchleuchtung entwickelt worden. Hierbei befand sich eine Röntgenröhre unter dem Operationstisch und der Operateur trug ein mit Bleiglas verkleidetes Leuchtvisier.
Im Ersten Weltkrieg waren verschiedene mobile Röntgeneinheiten in Gebrauch. Der von Siemens und Halske entwickelte, von Pferden gezogene Feldröntgenwagen besaß ein Röntgengerät und die für die Entwicklung der belichteten Röntgenplatten nötige Ausstattung. Auch waren auf Lastwagen bewegliche Röntgeneinrichtungen in Gebrauch. Ein eigener benzingetriebener Motor, oder der Motor des Automobils, versorgte den Stromgenerator für die Röntgenröhre. Im Stellungskrieg an der Westfront kamen Feldröntgenkraftwagen zum Einsatz, die den Feldlazaretten hinter der Front zugeordnet und mit leistungsfähigeren Geräten eingerichtet waren. Der Innenraum konnte als Dunkelkammer genutzt werden. Nach Dienstvorschrift waren jedem Feldröntgenwagen ein Techniker, je ein medizinischer Unteroffizier und Hauptmann sowie zwei Fahrer zugeteilt. Ein Militärarzt überwachte den Einsatz der Geräte und die radiologische Befundung.

## Orthopädie
Bis zum Ersten Weltkrieg beschäftigte sich die Knochen- und Gelenkheilkunde überwiegend mit Infektionen, angeborenen oder infolge eines Traumas erworbenen Missbildungen. Infolge des Kriegs veränderte sich der Schwerpunkt hin zur Akutbehandlung von Verletzungen, der Erforschung der Vorbeugung bleibender Fehlbildungen, die Wiederherstellung der Funktion und Rehabilitation.
Die Entwicklung der Extremitätenoperation in Blutleere durch Friedrich von Esmarch sowie die aseptische Wundbehandlung rettete Schussverletzten das Leben, die ihre Verletzung vorher nicht überstanden hätten. Splitter- oder Schussfrakturen des Oberschenkels waren zu Beginn des Krieges zu etwa 80 % tödlich: Eine unzureichende Stabilisierung der Knochenfragmente führte aufgrund des Blutverlustes und der Schmerzen rasch in einen Schockzustand. In einem solchen Fall blieb oft nur eine schnelle Amputation unter Kurznarkose mit Lachgas lebensrettend. Mit Einführung der 1865 erfundenen Thomasschiene in die medizinische Erstversorgung durch Robert Jones 1916 wurde eine wirksame und schnelle Immobilisation und Stabilisierung der verletzten Extremität erreicht. Somit erreichten mehr Verwundete in kreislaufstabilem Zustand die Versorgungsplätze, wo dann anstelle der Notamputation ein sorgfältiges Wunddebridement und die Versorgung der Knochen- und Weichteilverletzungen in Narkose erfolgen konnte. Infolge dieser Maßnahmen sank die Sterblichkeit der Oberschenkelfraktur auf etwa 20 %.
In Frankreich erschien 1916 das Werk Orthopédie de Guerre (et Physiothérapie) von Jean-François Calot. 1918 wurde die Société française de chirurgie orthopédique et traumatologique (SOFCOT) gegründet.
In Deutschland entwickelte sich das von dem Orthopäden Konrad Biesalski 1905 gegründete Oskar-Helene-Heim in Berlin, ursprünglich für die Behandlung und Rehabilitation von Kindern vorgesehen, zu einem führenden Zentrum der orthopädischen und neurochirurgischen Forschung und Rehabilitation.

## Mund-, Kiefer- und Gesichtschirurgie

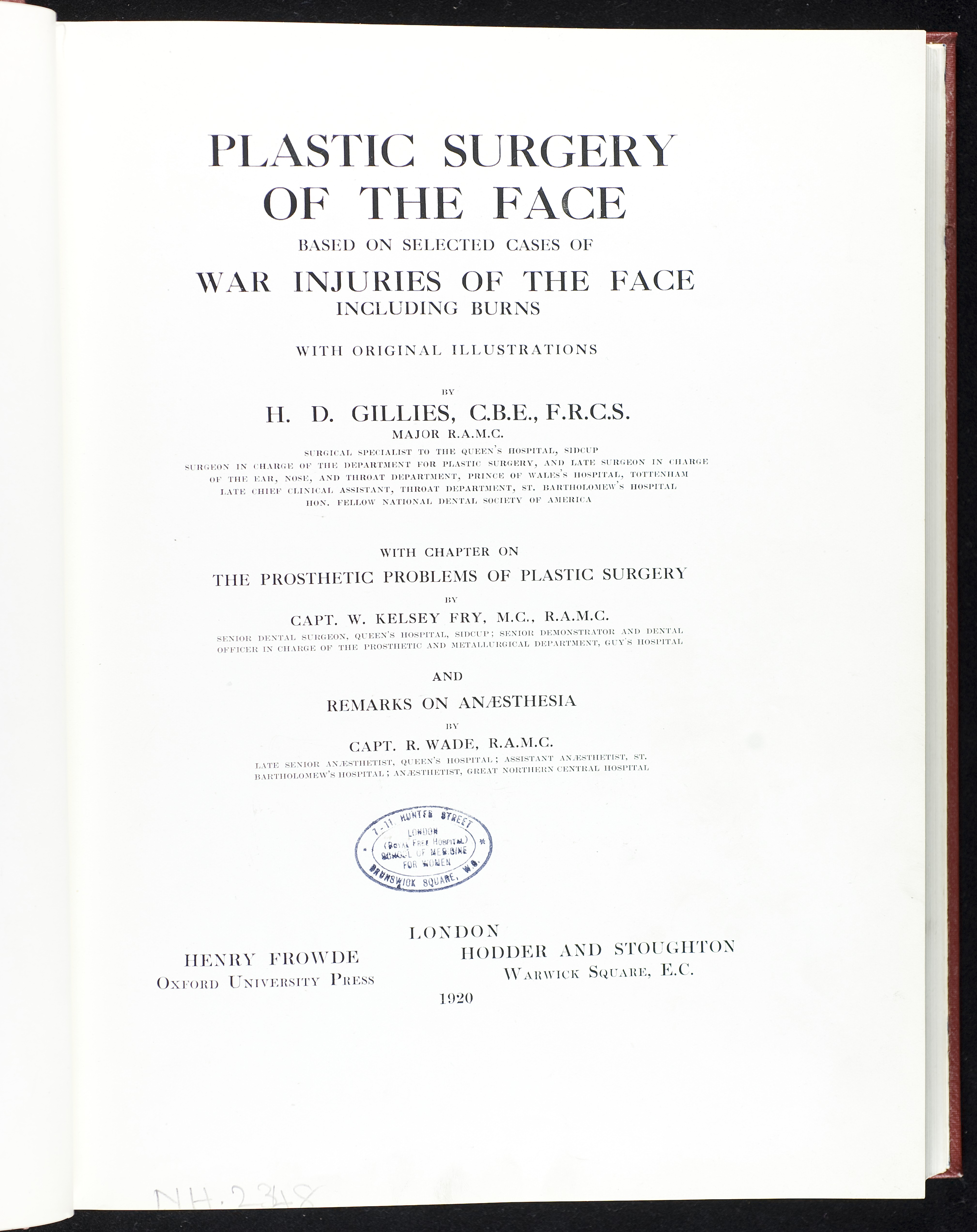
Titelblatt Plastic Surgery of the Face von Harold Gillies, 1920

Splitter von Brisanzgeschossen führen zu Zerreißungen im Gewebe, wobei die Wundränder oft zerfetzt und aufgrund des Gewebeverlusts schwer zu versorgen waren. Meist waren die Wunden zusätzlich durch Erde und Partikel verunreinigt, so dass Wundstarrkrampf und Gasbrand drohten. Im Bereich des Hirnschädels und Gehirns waren daher kleinste Splitterverletzungen oft tödlich. Der ab Februar 1916 auf Anregung des Chirurgen August Bier und des Ingenieurs Friedrich Schwerd eingeführte Stahlhelm schützte den Hirnschädel deutlich besser vor Splitterverletzungen als die bislang übliche Pickelhaube. Infolgedessen verliefen viele Kopfverletzungen nicht mehr unmittelbar tödlich, so dass Verletzungen des Gesichtsschädels an Bedeutung gewannen und häufiger versorgt werden mussten. Auf deutscher Seite sind 48.836 Soldaten mit Kiefer- und Gesichtsverletzungen nachweisbar.
Im Verlauf des Krieges entstanden Sonderlazarette und kieferchirurgische Stationen zur Behandlung von Kiefer- und Gesichtsverletzungen. In Deutschland führend waren das Berliner Speziallazarett für Gesichtsverletzte an der Kunsthochschule Charlottenburg, geleitet von Hugo Ganzer (1879–1960) sowie das Kieferlazarett des Zahnarztes Christian Bruhn (1869–1942) in Düsseldorf. Dieses hatte zuletzt fünf Abteilungen mit 650 Betten; ein Team aus Zahnärzten, Chirurgen, Internisten, Neurologen, Augen- und Hals-Nasen-Ohrenärzten sowie zahlreichen Pflegekräften kümmerte sich um die Patienten. Schwerpunkte waren die Rekonstruktion des Kiefers, gesichtsorthopädische Maßnahmen, die Entwicklung neuer Transplantationsverfahren sowie von Prothesen.
Der erste britische plastische Chirurg war Harold Gillies. In Paris hatte er Hippolyte Morestins Operationstechnik der Lappenplastik beobachtet. Im Cambridge Military Hospital der Garnison Aldershot gründete er eine Station für Gesichtsverletzte, welche die vielen Verletzten bald nicht mehr aufnehmen und versorgen konnte. Am 18. August 1917 wurde das Queen's Hospital in Sidcup eröffnet, die erste Spezialklinik für plastische Chirurgie, die schließlich 600 Betten besaß. Die Verletzten wurden interdisziplinär behandelt, so besaß das Hospital beispielsweise ein großes zahntechnisches Labor. Rehabilitationskurse und -werkstätten sollten die Wiedereingliederung der Gesichtsverletzten erleichtern. Die chirurgische Arbeit wurde präzise dokumentiert. Aus den Jahren 1917 bis 1925 sind Aufzeichnungen zu etwa 2500 im Queen's Hospital behandelten Personen vorhanden, einschließlich Fotografien, Röntgenbilder und Aquarellzeichnungen zur farbigen Dokumentation. Die Patienten waren an den Entscheidungen zu ihrer Behandlung beteiligt. Gillies' Technik der tubulär gestielten Lappenplastik, bei der der Lappenstiel zu einem runden Strang zusammengenäht wurde, verringerte in einer Zeit ohne Antibiotika die Infektionsrate, verbesserte die Durchblutung, und förderte somit das Anwachsen des Hauttransplantats. Bedeutsam für die psychische Rehabilitation Gesichtsverletzter war für Gillies neben einer ästhetisch befriedigenden Wiederherstellung der Gesichtszüge die Gemeinschaft mit vielen anderen Personen mit gleichem Schicksal.

## Neurologische Forschung an Hirnverletzten

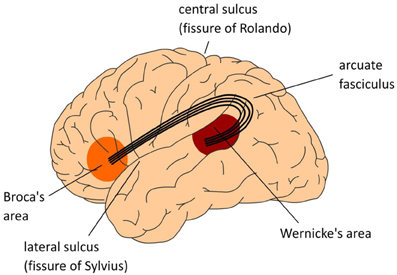
Wernicke-Geschwind-Modell zur Neurobiologie der Sprache

Schussverletzungen des Gehirns wurden vor allem aus dem Stellungskrieg der Westfront berichtet. Obwohl die Zahl derart Verletzter laut Eckart (2014) wohl in die Zehntausende ging, lassen sich genaue Zahlen nicht mehr ermitteln. Betroffen waren meist Infanteristen, die durch Gewehr- oder Granatfeuer verletzt worden waren. 1917 berichtete Georg Voss in der Münchener Medizinischen Wochenschrift, dass etwa die Hälfte der Hirnverletzten schon im Feldlazarett verstorben seien; von den Soldaten, die in ein Heimatlazarett verlegt werden konnten, starben wiederum 20 %. Von 167 Schädelverletzten überlebten 134. Von diesen litten 56 an schweren Lähmungen, Sprach- und teils erheblichen Sehstörungen, psychischen Veränderungen und Epilepsie. 56 Soldaten litten an leichten Lähmungen und gering ausgeprägten psychischen Störungen mit einer Erwerbseinschränkung zwischen 10 und 50 %. Nur bei 22 Hirnverletzten wurde die Erwerbseinschränkung auf 10 % geschätzt und Tauglichkeit für den Militärdienst attestiert.
Bestimmte neurologische Krankheitsbilder sind eng mit Hirnfunktionen verbunden, die in besonderen Arealen des Gehirns zu lokalisieren sind. Eine genaue Analyse der neurologischen Veränderungen konnte in Beziehung gesetzt werden zu den präzise erfassbaren organischen Hirnschädigungen. Bis zum Ersten Weltkrieg – und auch danach – konnten solche Erkenntnisse nur an einzelnen Personen studiert werden. Während des Weltkrieges erlitten Tausende von Menschen Hirnverletzungen. Ihre Behandlung in besonderen Kliniken und Abteilungen erlaubte es, die Folgen der Hirnverletzung zu studieren und ihre Behandlung zu erforschen. Da Neurochirurgie und Asepsis nur gering entwickelt waren und Antibiotika nicht zur Verfügung standen, erlagen hirnverletzte Menschen ihrer Verwundung. Die pathologische Untersuchung ihrer Gehirne erlaubte in vielen Fällen eine Korrelation zum neurologischen Krankheitsbild. In Deutschland fasste Karl Kleist die Erkenntnisse der Hirnpathologie in Band IV/2 des Handbuchs der ärztlichen Erfahrungen im Weltkriege 1914/1918 zusammen. In den Jahrzehnten nach dem Krieg machte vor allem die Erforschung der normalen und gestörten Sprache (Aphasie) Fortschritte. In der Suche nach Hirnregionen, in denen Form und Ausübung von Sprache lokalisiert sind, stieß Kleists Arbeit an die anatomische Grenze der zelluläre Architektur der Großhirnrinde, deren Erforschung sich Oskar und Cécile Vogt gewidmet hatten. Sprache erwies sich als ein so komplexes neurologisches Phänomen, dass Kleist die Hypothese formulierte, dass über die mikroskopisch erkennbaren Nervenzentren hinaus noch zytoarchitektonische Funktionszentren bestehen müssen. Die enorme Komplexität des Phänomens Sprache veranlasste andere Wissenschaftler wie Arnold Pick, Erkenntnisse der Psychologie, Linguistik und Hals-Nasen-Ohrenheilkunde in die Betrachtung einzubeziehen. Eckart (2014) kommt zu dem Schluss, dass „das Kriegsgeschehen für Detailprobleme der Hirntraumatisierung“ einen deutlichen Wissensgewinn erzielen konnte und darüber hinaus einen wichtigen Beitrag zur Etablierung der Neurologie als eigenständige und unabhängige Fachdisziplin geleistet habe.

## Schreckpsychose, Kriegsneurose, „Kriegszitterer“
Für Kriegsteilnehmer aller Länder gilt, dass die Soldaten zu Beginn meist sehr jung waren, über wenig positive Lebenserfahrung verfügten, welche ihnen hätte helfen können, mit dem Erlebten besser zurecht zu kommen, und über lange Zeit isoliert waren. Schon kurze Zeit nach Beginn des Grabenkriegs an der Westfront entwickelten immer mehr Soldaten Symptome, die nach heutigem Verständnis als dissoziative Bewegungsstörung infolge einer posttraumatischen Belastungsstörung zu diagnostizieren wären. Für die zeitgenössische Psychiatrie kam der Zustrom „geisteskranker Soldaten“ überraschend. Man sprach von „Kriegsneurose“, „traumatischer Neurose“, „Schreck-“ oder – diskriminierend – von „Zweckneurose“, „Kriegshysterie“ oder stigmatisierte die psychisch Erkrankten einfach als „Kriegszitterer“. Französische Neurologen sprachen von „obusite“ oder „pithiatique“, als Sonderform der Hysterie 1917 beschrieben von Joseph Babinski und Jules Froment. In Großbritannien prägte Charles Myers 1915 den Begriff „shell shock“. In den einzelnen Ländern entwickelten die Ärzte für solche Patienten teils sehr unterschiedliche Deutungen und Behandlungskonzepte.
Dass körperliche und seelische Traumata zu psychischen Symptomen führen können, war seit Mitte der 1860er Jahre bekannt. Der englische Chirurg John Eric Erichsen hatte aus seinen Studien mit Überlebenden von Eisenbahnunfällen die Diagnose des „Railway spine“ (‚Eisenbahn-Rücken‘) hergeleitet. Der Pariser Neurologe Jean-Martin Charcot beschrieb 1887 posttraumatische Symptome bei zuvor gesunden Männern. 1884 war in Deutschland die allgemeine Unfall- und Rentenversicherung eingeführt worden, 1889 hatte das Reichsversicherungsamt die posttraumatische Neurose als erstattungspflichtig anerkannt. Neurologen und Psychiater diskutierten seitdem über die sogenannte Rentenneurose, das Vortäuschen einer posttraumatischen Invalidität, um Sozialleistungen zu erhalten. Die enorm hohe Zahl möglicher Entschädigungsfälle unter den Soldaten ließ Ängste um die wirtschaftliche Leistungsfähigkeit des Staates aufkommen. Eine Grundsatzentscheidung des Reichsversicherungsamtes lehnte im Jahr 1926 eine Entschädigungspflichtigkeit von reaktiven Neurosen als Ausdruck einer Krankheitsvorstellung ab.

### Deutschland
Auf dem Hintergrund der Erfahrung der Krankenmorde in der Zeit des Nationalsozialismus lag der Schwerpunkt der medizingeschichtlichen Forschung in Deutschland auf der Tätigkeit der akademischen Elite. Professoren wie beispielsweise Max Nonne, Robert Gaupp oder Karl Bonhoeffer setzten während des Krieges ihre Vorstellungen von den Ursachen, dem Verlauf und der Behandlung von durch den Krieg hervorgerufenen seelischen Störungen durch. Teils blieben sie bis über die Zeit der nationalsozialistischen Diktatur hinaus im Amt. Sie brachten die Diskussion um „lebensunwertes“ Leben in eine breite Öffentlichkeit, verliehen dem Mord an Kranken zum Vorteil des so genannten „Volkskörpers“ eine vermeintlich medizinisch-wissenschaftliche Grundlage und schickten später als ärztliche Gutachter kranke Menschen in den Tod. Die Analyse beispielsweise der Krankenakten einzelner psychiatrischer Einrichtungen in Deutschland zeichnet für die Zeit des Ersten Weltkriegs ein weniger einheitliches Bild: Sowohl in den großen akademischen Zentren als auch in kleineren Kliniken und Erholungsheimen wurde nur ein Teil der Patienten den schmerzhaften und teils demütigenden Behandlungsmethoden unterworfen. Psychiater wie Karl Kleist entwickelten aufgrund ihrer persönlichen Erfahrung aus der langjährigen Behandlung seelisch Kriegsversehrter an der Front und nach dem Krieg Begriffe und Einteilungen, welche die vielfältigen Reaktionen auf traumatische Kriegserfahrungen differenzierter beschreiben konnten. Seine Erkenntnisse konnten sich jedoch nicht durchsetzen und sollten erst 30 Jahre später von Johann Gottschick und Andrei Sneschnewski wieder aufgegriffen werden.
Die wichtigste Diskussion um Ursachen und Behandlung kriegsbedingter psychischer Erkrankungen während des Krieges fand auf der 8. Jahresversammlung deutscher Nervenärzte und Psychiater 1916 in München statt. Hauptredner waren die Neurologen Hermann Oppenheim, Max Nonne und Robert Gaupp. Oppenheim verstand posttraumatische nervöse Symptome als eine eigenständige, in erster Linie somatische Diagnose, deren Ursache winzigste mechanische Verletzungen der Nervenzellen seien. Daher sei es möglich, dass Erkrankte dauerhaft invalide bleiben könnten. Die organische Natur der Erkrankung rechtfertige eine Entschädigungsleistung. Nonne behauptete dagegen, der Krieg habe bewiesen, dass auch „bisher vollwertige Individuen einen neurasthenischen Symptomenkomplex entwickeln können“. Gaupp schließlich sah die Erkrankung als rein psychischer Natur an. Die seelische Disposition bestimme die Erkrankung. Oppenheim unterlag in der Diskussion.
Indem führende Neurologen die Folgen eines Kriegstraumas als „Kriegshysterie“ beschrieben, unterstellten sie, dass die Ursache der Erkrankung in der persönlichen Veranlagung und Verantwortung des Erkrankten zu suchen wäre, nicht in der auf staatlichen Befehl hin erlebten Gewalt. Es lag nahe, dem Erkrankten konstitutionell mangelnde psychische Widerstandskraft, Kriegsunlust und Simulation zu unterstellen, nach Karl Bonhoeffer „eine […] willkürliche Benützung hysterischer Ausdrucksformen durch Gesunde“. Das Spektrum der von den ärztlichen Autoritäten propagierten Behandlungen reichte dabei von Suggestivbehandlung, oft in für die Patienten demütigenden Behandlungssituationen bis zur Elektrotherapie. Nonne dokumentierte seine Therapie auch im Film. Soldaten, die entgegen der geltenden Lehrmeinung nicht schnellstmöglich wieder gesundeten, konnten deshalb als Simulanten hingestellt werden, die weder vom Kriegsdienst befreit noch entschädigt zu werden brauchten. Der Neurologe Max Lewandowsky stellte 1915 die „sogenannte traumatische Neurose“ als „funktionelle Erkrankung“ dar. Daher sei eine Behandlung unnötig, man müsse den „Neurotiker“ hart und geringschätzig behandeln.
Eine deutsch-britische Arbeitsgruppe analysierte 100 zufällig ausgewählte Krankenakten deutscher Soldaten, die während des Kriegs in der Psychiatrischen Klinik der Charité behandelt worden waren, also an einer der führenden Spezialkliniken ihrer Zeit. Aus jedem Kriegsjahr wurden 25 Fälle ausgewählt. Der jeweiligen zeitgenössischen wurde eine Diagnose nach aktuellen Kriterien gegenübergestellt.
| Syndrom                                           | ICD-10              | Zahl | psycho- pathische Constitution | Hysterie | Depression | traumatische Neurose | Psychose | Debilität | organisch | keine |
| ------------------------------------------------- | ------------------- | ---- | ------------------------------ | -------- | ---------- | -------------------- | -------- | --------- | --------- | ----- |
| Psychotisch                                       | F23.8               | 1    |                                | 1        |            |                      |          |           |           |       |
| Affektiv                                          | F3x.x               | 7    | 1                              | 2        | 3          |                      | 1        |           |           |       |
| Anpassungsstörung                                 | F43.x               | 10   | 6                              | 3        |            |                      |          |           | 1         |       |
| Persönlichkeitsstörung                            | F60.x               | 2    | 2                              |          |            |                      |          |           |           |       |
| Dissoziative Bewegungs- oder Sensibilitätsstörung | F44.4, F44.6        | 43   | 16                             | 26       |            | 1                    |          |           |           |       |
| Dissoziative Krampfanfälle                        | F44.5               | 28   | 13                             | 15       |            |                      |          |           |           |       |
| Somatoforme Erkrankungen                          | F45.x, F48.x        | 16   | 9                              | 4        |            |                      |          | 1         | 1         | 1     |
| Andere dissoziative Syndrome                      | F44.1, F44.8, F44.9 | 15   | 10                             | 5        |            |                      |          |           |           |       |
| Organische Ursache                                | F0x.x               | 3    | 2                              |          |            | 1                    |          |           |           |       |
| keine                                             |                     | 1    |                                |          |            |                      |          |           |           | 1     |

77 von hundert Patienten besaßen Kampferfahrung, 23 nicht. Dissoziative Erkrankungen (F44.1, 8, 9) traten ausschließlich bei Kampferfahrenen auf, und zwar bei 17 Patienten. Die Mehrzahl der Patienten mit funktionellen Erkrankungen (ICD-10 F44–F48) erhielten die Diagnose „psychopathische Konstitution“ (39 von 85 Patienten, 46 %) oder „Hysterie“ (42 von 85 Patienten, 49 %). Die Autoren der Studie schließen, dass diese Klassifikation die Meinung der Psychiater an der Charité widerspiegele, wonach die seelische Veranlagung des Einzelnen für das Auftreten der Symptome verantwortlich sei und nicht das Kampferlebnis. Nur 7 Soldaten erhielten letztlich eine Entschädigung. 18 von 100 Patienten waren mit Elektroschocks behandelt worden. Über die Langzeitwirkung der Behandlung ist nichts bekannt. Für 72 von 100 Patienten sind Daten zur weiteren Diensttauglichkeit bei Entlassung bekannt. Hierunter war die größte Gruppe (33 Patienten) dienstuntauglich, 29 konnten in heimatnahen Stationen Dienst tun, 4 in der Garnison und nur 6 waren vollständig diensttauglich, einschließlich des Dienstes an der Front.
Die Auswertung von 500 Patientenakten deutscher Lazarette aus dem Freiburger Bundesarchiv-Militärarchiv erlaubt Einblicke in die Behandlung seelisch kranker Soldaten außerhalb spezialisierter psychiatrischer Kliniken: Etwa drei Vierteln der Patienten waren nur Maßnahmen zur allgemeinen Kräftigung wie Ruhe oder reichhaltige Kost verordnet, 22 % waren mit suggestiver Elektrotherapie behandelt worden. 36 % der Soldaten mit der Diagnose „Hysterie“ wurden dieser Methode unterzogen. Durchschnittlich gewährte man den Patienten zwei Monate Erholungszeit im Lazarett.
| Syndrom                                           | ICD-10                                | Zahl                                  | diensttauglich | Garnison | Heimatstation | nicht diensttauglich |
| ------------------------------------------------- | ------------------------------------- | ------------------------------------- | -------------- | -------- | ------------- | -------------------- |
| Psychotisch                                       | F23.8                                 | 1                                     |                |          |               | 1                    |
| Affektiv                                          | F3x.x                                 | 7                                     |                |          | 2             | 4                    |
| Anpassungsstörung                                 | F43.x                                 | 10                                    | 1              |          | 2             | 4                    |
| Persönlichkeitsstörung                            | F60.x                                 | 2                                     |                |          | 1             |                      |
| Dissoziative Bewegungs- oder Sensibilitätsstörung | F44.4, F44.6                          | 43                                    | 4              | 2        | 13            | 15                   |
| Dissoziative Krampfanfälle                        | F44.5                                 | 28                                    | 2              | 1        | 7             | 9                    |
| Somatoforme Erkrankungen                          | F45.x, F48.x                          | 16                                    | 1              | 1        | 4             | 7                    |
| Andere dissoziative Syndrome                      | F44.1, F44.8, F44.9                   | 15                                    |                | 2        | 8             | 1                    |
| Organische Ursache                                | F0x.x                                 | 3                                     |                |          |               | 1                    |
|                                                   |                                       |                                       |                |          |               |                      |
| Anteil                                            | Anteil                                | 125                                   | 6,4 %          | 6,4 %    | 29,6 %        | 33,6 %               |
|                                                   |                                       |                                       |                |          |               |                      |
| Daten aus Lazarettakten zum Vergleich             | Daten aus Lazarettakten zum Vergleich | Daten aus Lazarettakten zum Vergleich | 22 %           | 30,8 %   | 15,7 %        | 15,1 %               |

Neueren Forschungsarbeiten zufolge, die sich vor allem auf die Auswertung von Krankenakten stützen, unterschied sich die Situation in Deutschland in folgenden Punkten von anderen Ländern:
1. Professoren führender Universitäten, die über keine eigene, direkte Erfahrung im Kriegsgeschehen verfügten, besaßen das Deutungsmonopol über den Begriff, die Ätiologie und Behandlung der Kriegsneurose.
2. Die Lazarettakten weisen nach Raub (2018) auf eine „differenzierte Behandlungspraxis hin, in denen lediglich ein Viertel der Kriegsneurotiker mithilfe einer kombinierten Suggestiv- und Elektrotherapie behandelt wurden.“[91]

1. Die Heilungsraten beziehungsweise der Anteil der Patienten, die aus Universitätskliniken zurück an die Front geschickt werden konnten, unterscheiden sich nicht wesentlich von denen peripherer Lazarette.

1. Die meisten Truppenärzte führten die seelischen Erschütterungen der Soldaten auf die Erfahrung im Kriegsdienst zurück.[91]
2. Letztlich konnte das Phänomen der Kriegsneurose von Seiten der Psychiatrie im Ersten Weltkrieg nicht zufriedenstellend behandelt werden.[75]

Moralischen Bedenken angesichts der harten Behandlungsmethoden begegnete die akademische Elite der deutschen Psychiatrie mit dem Verweis auf die Verantwortung der Ärzte gegenüber der Allgemeinheit, dem „Volkskörper“, die Vorrang vor den Bedürfnissen des einzelnen Patienten habe. Im Rückblick sei man nicht hart genug gegen Kriegsneurotiker vorgegangen. In Zukunft müsse man die Konzepte der „aktiven Kriegsneurosentherapie“ konsequenter umzusetzen. In den Nachkriegsjahren und in der Weimarer Republik hatten sich diese Vorstellungen noch nicht durchsetzen können; im Nationalsozialismus wurden sie zur geltenden Lehrmeinung und blieben es bis in die 1960er Jahre der Bundesrepublik Deutschland.

### Großbritannien

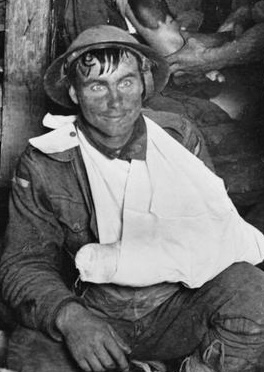
Verwundeter alliierter Soldat bei Ypern 1917 mit typischen Symptomen eines shell shock, später thousand-yard stare genannt

Der englische Psychiater Ernest White fasste 1918 den Wissensstand der britischen Psychiatrie zusammen: Eine sorgfältige Diagnose war Voraussetzung, beispielsweise sollten die Symptome der Kriegsneurose wie das feinschlägige Muskelzittern von denen einer Schilddrüsenüberfunktion und auch vom eher groben Zittern des Simulanten unterschieden werden. Es war bekannt, dass shell shock zu Persönlichkeitsveränderungen führen konnte, welche die Schuldfähigkeit mindern könnten. Patienten mit – nach heutigen Begriffen – schweren dissoziativen Bewegungsstörungen wurden in eine Spezialklinik für Neurasthenie in Maghull verwiesen. Behandelt wurden die Patienten durch Ruhe, allgemein kräftigende Maßnahmen, Beruhigungs- und leichte Schmerzmittel. Um eine Besserung oder Genesung zu fördern, sollten Erkrankte sich möglichst untereinander austauschen können. Generell erschienen die Heilungschancen besser, je früher die Erkrankung diagnostiziert und behandelt wurde. Mit dem Hinweis, dass selbst Träger hoher militärischer Auszeichnungen wie des Victoria-Kreuzes an Kriegsneurosen erkranken konnten, trat White einer Stigmatisierung der Erkrankten entgegen.

### Frankreich
Der Neurologe Jean Lépine hielt 1917 fest, dass der Krieg keine neuen Symptome hervorgebracht habe, sondern dass die bei den Soldaten beobachteten Krankheitserscheinungen schon aus Friedenszeiten bekannt seien. Lépine unterscheidet den Erschütterungstyp („type commun, commotionnés“), ausgelöst durch die körperliche Einwirkung von Brisanzwaffen, den Emotionalen Typ („type émotionnel“), bei dem die seelische Erkrankung auf die im Kriegsgeschehen erlebte Angst zurückzuführen sei, den Kontusionstyp („type contusionnel“), der einen Aufschlag oder eine Verschüttung erfahren habe, sowie einen gemischten Typ („type mixte“), da die gleichzeitige Einwirkung aller drei Ursachen die Regel sei.
André Léri unterschied drei Gruppen von Erkrankten: Die „commotionnés“, durch direkte oder indirekte physische Schockwirkung Versehrte; die „émotionnés“, welche körperlich unversehrt auf ein Gewalterlebnis reagieren; und die „contusionnés de la guerre“, welche eine Gewalteinwirkung speziell auf das Gehirn erfahren haben. Er differenziert für alle drei Gruppen den klinischen Verlauf von der Erstversorgung auf Schlachtfeld und Verbandsplatz, in der Ambulanz, im Krankenhaus und nach der Entlassung.
Sollte zu einem wirklich emotionellen Problem „hysterische Erscheinungen“ hinzutreten, empfiehlt Léri die möglichst unmittelbare ärztliche Gegensuggestion und baldige Rückkehr an die Front, um eine Chronifizierung der akuten Symptome zu vermeiden. Dabei empfiehlt er ein Vorgehen mit Energie und Autorität; dem Kranken solle der Eindruck vermittelt werden, der Arzt schenke ihm Glauben, und schließlich solle dem Patienten vermittelt werden, dass er auf jeden Fall geheilt werde, da er ja eben nicht simuliere. Die Anwendung gewaltsamer Methoden wie Elektroschocks oder Druck auf die Augäpfel beurteilt er aus medizinischer Sicht als überflüssig, sie machten den Patienten nur zum Märtyrer:

« L’élément douleur a certainement une action, parce que la douleur est éminemment suggestive ; mais elle n’est pas essentielle, elle agit plus sur la rapidité du résultat à obtenir que sur ce résultat lui-même, et, en tout cas, elle n'a presque jamais besoin d' être bien intense et de donner au soldat l’impression qu’il est martyrisé ! »

„Sicher spielt das Element des Schmerzes eine Rolle als hervorragendes Suggestivum; aber es ist entbehrlich, denn es lässt das angestrebte Ergebnis bloß schneller eintreten. Jedenfalls braucht es so gut wie nie besonders stark zu sein und dadurch beim Soldaten den Eindruck erwecken, er werde zum Märtyrer gemacht!“

Indem französische Psychiater die Kriegsangst eindeutig von der Hysterie abgrenzten, stellten sie die psychisch erkrankte Soldaten den körperlich Verwundeten gleich. Albert Devaux und Benjamin Joseph Logre bezeichneten Soldaten mit Angstzuständen als „Invalides du courage“. Führende französische Psychiater wie André Léri, Joseph Babinski oder Joseph Grasset sprachen sich aber auch dafür aus, Soldaten, die unter rein hysterischen Zuständen litten, möglichst schnell wieder in den Kampf zu schicken und ihnen weder die Ausmusterung noch eine Entschädigung zu gewähren.

## Vergiftung durch Kampfgas

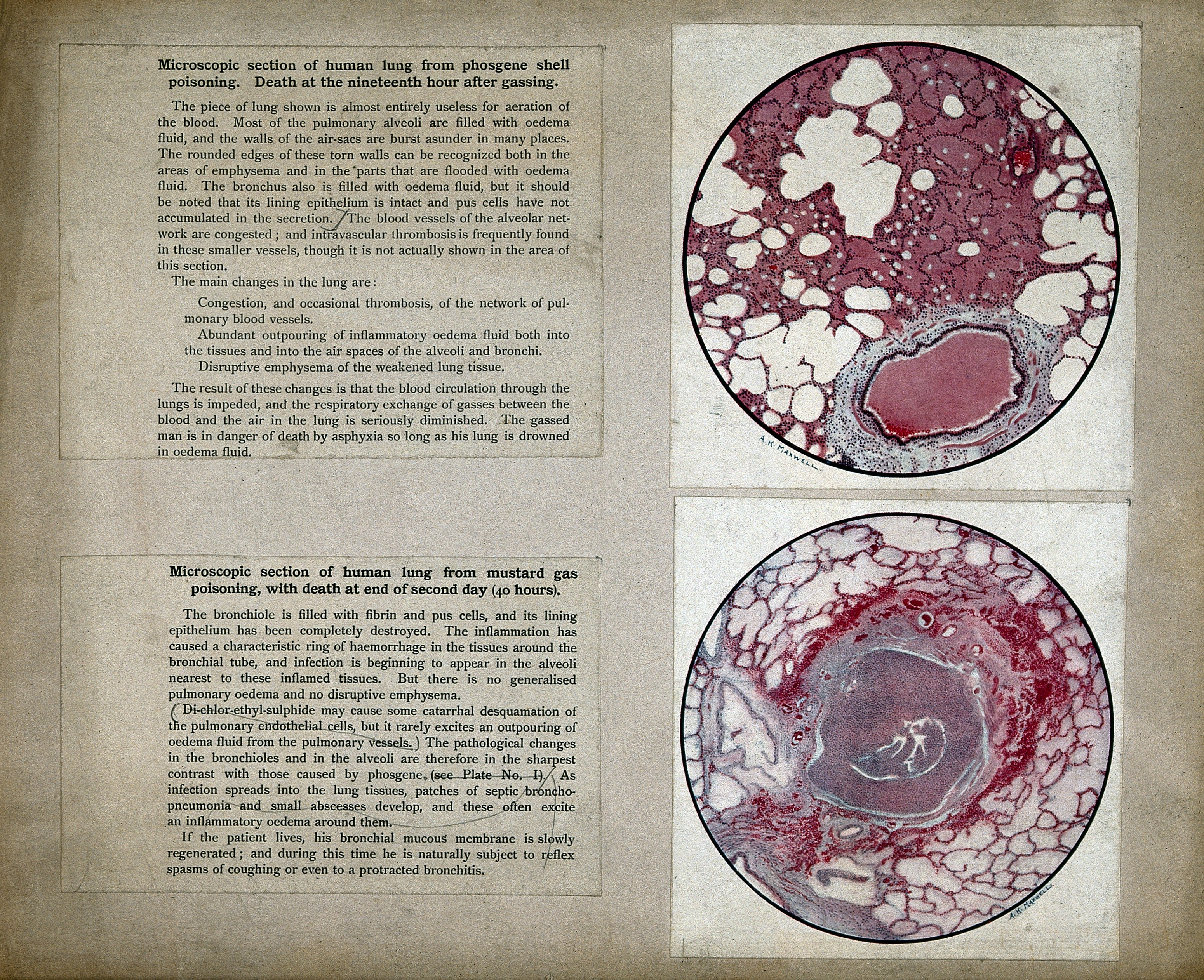
Schädigung des Lungengewebes 19 und 40 Stunden nach Einatmen von Senfgas

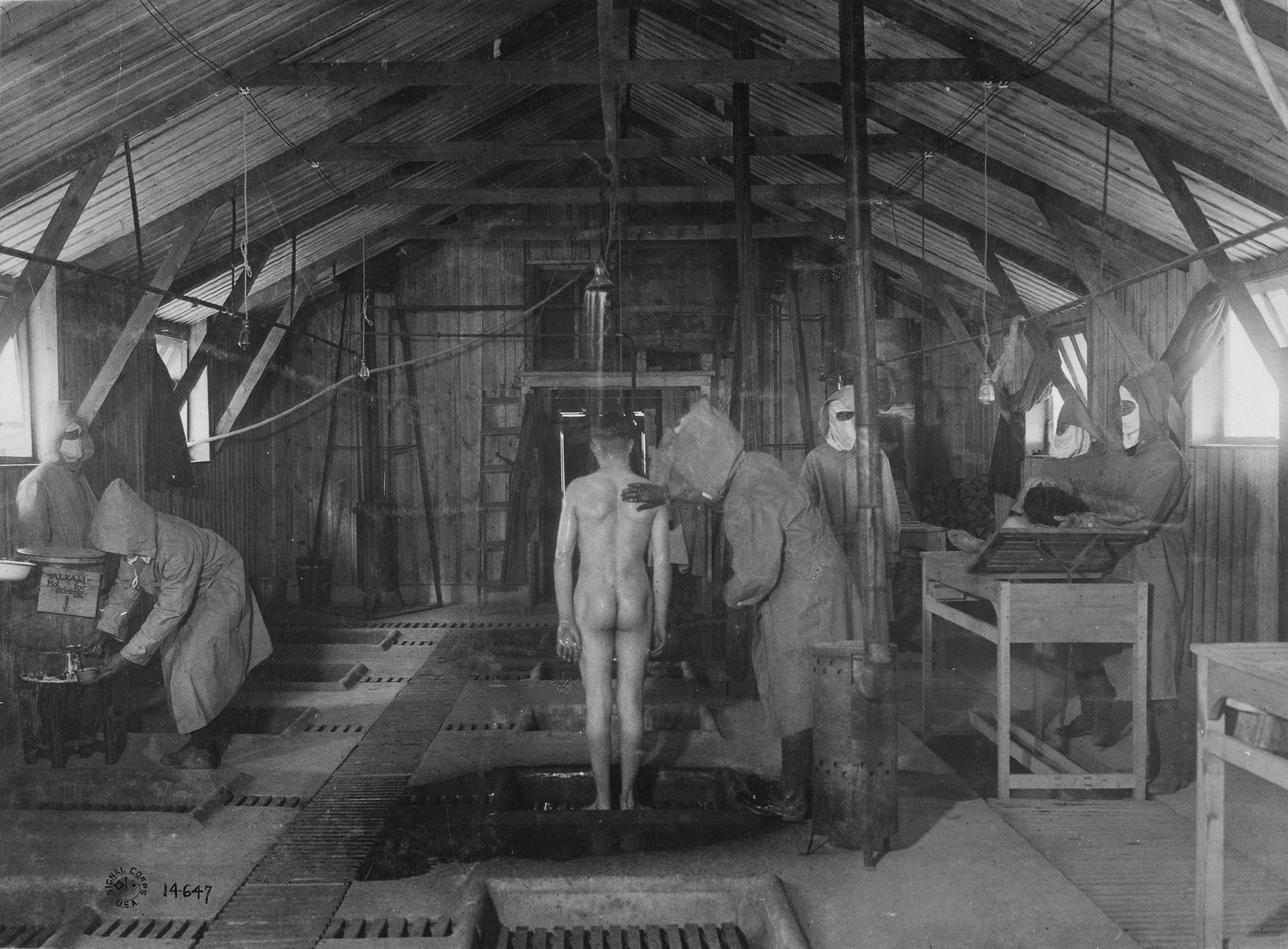
Dekontamination nach Kampfgas-Kontakt

### Deutschland
Mit den medizinischen Folgen der Kampfgas-Vergiftung setzte sich in Deutschland besonders der deutsche Militärarzt Reinhard von den Velden auseinander. Er erkannte die besondere Bedeutung der Dekontamination vergifteter Personen, um die Verschleppung der Kampfgase zu verhindern. Schwefellost kann Kleidung und Schuhwerk durchdringen. Da er farblos und nahezu geruchslos ist, gelangten hohe Konzentrationen des Giftgases unbemerkt in die Unterstände, wodurch weitere Personen zu Schaden kamen. Von den Velden führte daher bei Aufnahme Gasverletzter ins Lazarett Ganzkörperwaschungen mit Kaliumpermanganat ein.
Nach Amend (2017) unterschied von den Velden verschiedene Schweregrade der Vergiftung mit Schwefellost. Kontakt mit dem gasförmigen Gift führte zu Augenreizungen, darüber hinaus entwickelte ein Teil der leicht vergifteten Soldaten nach 3–5 Tagen eine meist tödlich verlaufende Pneumonitis. Durch Inhalation hoher Lostdosen schwer vergiftete Soldaten überlebten dies in der Regel nicht. Von den Velden berichtet von schwer veränderten Bronchialsystemen und einer Zerstörung der für den Gasaustausch in der Lunge notwendigen Lungenbläschen.
Anfang 2016 erschien erstmals die deutsche Dienstanweisung „Zur Kenntnis und Behandlung der Gasvergiftungen“, verfasst von Ludwig Aschoff und Oskar Minkowski. Die vierte Auflage von 1918 enthielt umfassende Vorgaben zum Umgang mit Schwefellost, wobei sich diese vor allem auf die Behandlung deutscher Arbeiter und Soldaten richtete, die bei der Herstellung oder dem Umgang mit dem Kampfstoff zu Schaden kamen. Zur Dekontamination der Haut kamen Kaliumpermanganat und Chlorkalk zum Einsatz. Lostwunden wurden wie eine Verbrennung behandelt. Augenschäden behandelte man mit einer boraxhaltigen basischen Salbe sowie Lokalanästhetika. Da die Soldaten häufig mehreren Gaskampfstoffen zugleich ausgesetzt waren, waren die beobachteten Lungenschädigungen häufig keinem bestimmten Gas zuzuordnen. Die Behandlung beschränkte sich auf symptomatische Maßnahmen wie die Gabe von Codein bei Reizhusten sowie Herzglykosiden oder g-Strophanthin bei Hypotonie. Die Dienstanweisungen betonen die schweren psychischen Auswirkungen der Gasvergiftung auf die Verwundeten und ihre Kameraden.

### USA
In den USA widmete sich Band 14 des 1926 erschienenen Berichts The Medical Department of the United States Army in the World War den medizinischen Aspekten des Gaskriegs. Der Bericht fasst im Wesentlichen vorab veröffentlichtes Forschungsmaterial zusammen und behandelt Methoden des Gasschutzes und der Versorgung Gasverletzter, die Physiologie und Pathologie von Giftgasen sowie die Symptome und Behandlung von Gasvergiftungen.

### Großbritannien
Die britischen Erfahrungen mit dem Gaskrieg fasst Band 2 der History of the Great War based on official documents (1923) zusammen.

## Luftfahrtmedizin

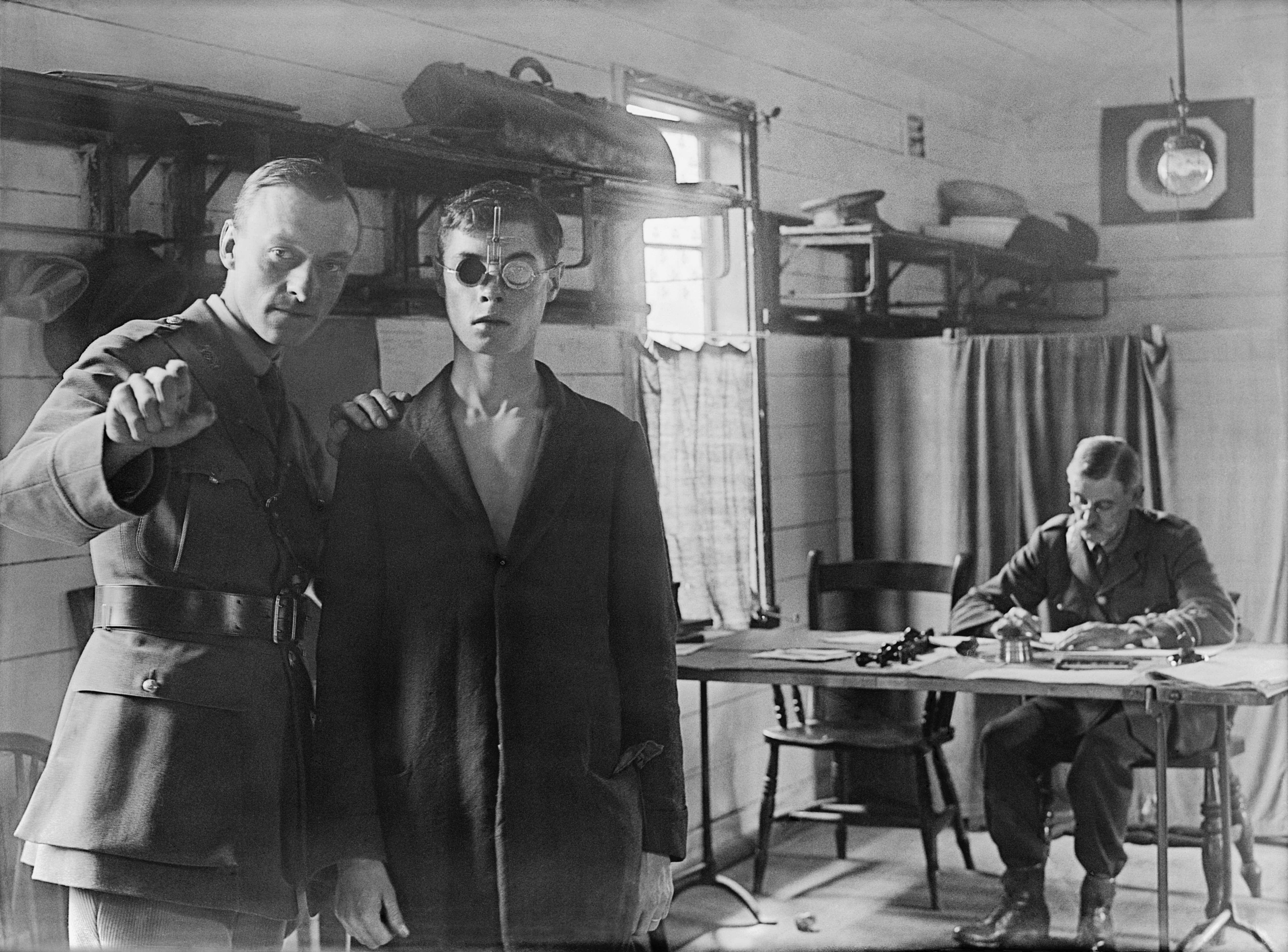
Prüfung der Sehschärfe bei einem britischen Rekruten

Die Entwicklung der Luftfahrt fiel zeitlich fast mit dem Beginn des Weltkriegs zusammen. Daher war ihre Entwicklung militärisch geprägt und verlief parallel zu den rasanten technischen und strategischen Entwicklungen des Luftkriegs: 1906 hatten die Brüder Wright ihren Wright Flyer patentiert. Schon 1910 wurden in den kaiserlichen Luftstreitkräften die ersten Piloten ausgebildet. Im Oktober 1910 stellte der französische Flugzeugkonstrukteur Gabriel Voisin einen mit einem Maschinengewehr ausgerüsteten Voisin-Standard-Doppeldecker vor. Produktion in Serie und in hoher Stückzahl bei gleichzeitiger technologischer Weiterentwicklung führten zu einem bislang unbekannten Modernisierungsschub. Bei Kriegsausbruch 1914 standen dem Kaiserreich einige hundert Piloten, Beobachter und etwa 300 Flugzeuge zur Verfügung, bei Kriegsende war die deutsche Fliegertruppe auf 80.000 Mann mit 5.000 Flugzeugen angewachsen.
Entscheidend für einen erfolgreichen Einsatz im Luftkrieg waren nicht die vergleichsweise wenigen „Fliegerasse“, die in allen Krieg führenden Staaten als Helden bewundert wurden. Die Piloten hatten mit der Monotonie auf längeren Aufklärungs- oder Kampfeinsätzen umzugehen, in unbekannten Situationen ruhig und umsichtig zu reagieren, sowie Kälte, Vibration, Lärm und Sauerstoffmangel in größeren Höhen ertragen zu können. War dies nicht gegeben, stieg das Risiko, Mensch und Maschine zu verlieren: 66 % der getöteten Piloten und Besatzungsmitglieder starben nicht im Kampf, sondern durch Unfälle, vor allem während der Ausbildung.
In Großbritannien ergab eine Untersuchung, dass im ersten Jahr des Krieges menschliches Versagen für 90 % der Verluste an Luftfahrzeugen verantwortlich war, 60 % der Fälle menschlichen Versagens waren durch medizinische Probleme verursacht. Im britischen Hauptquartier entstand daher im Oktober 1916 eine zentrale medizinische Untersuchungsstelle für die Prüfung der Kandidaten und den Umgang mit Fliegern und Flugschülern, die den Anforderungen nicht gewachsen waren. Von Oktober 1916 bis November 1918 hatten etwa 60.000 Personen diese Stelle durchlaufen. Es gelang, die Zahl der Flugschüler, die während ihrer Ausbildung versagten, um etwa 50 % zu senken. Um möglichst viele Menschen in kurzer Zeit zuverlässig untersuchen zu können, entwickelte der Physiologe Martin Flack eine Reihe einfacher Tests:
1. Chirurgische Untersuchung im Hinblick auf angeborene oder erworbene (Unfälle, Operationen) Abnormitäten, Messung von Größe und Gewicht, Prüfung der Sehschärfe und des Farbensehens.
2. Medizinische Untersuchung mit Erhebung der Vorgeschichte, früherer Beruf, Sportlichkeit, Familien- und Eigenanamnese, Messung wie lange die Luft angehalten werden kann und Zählung des Pulses nach Anstrengung.
3. Untersuchung der Ohren, Nase, Mundhöhle und Rachen, Hörtests, Untersuchung der Durchgängigkeit der Eustachi-Röhre, sowie:
  1. Balancieren mit geschlossenen Augen
  2. Balancieren auf einem Stab
  3. Bárány-Zeigeversuch
4. Abschlussuntersuchung mit Entscheidung über die Tauglichkeit.[103]

In Deutschland hatten Johannes Flemming und der spätere Generalstabsarzt der Luftwaffe Ernst Koschel 1914 im Auftrag des Deutschen Luftfahrer-Verbands Richtlinien für die Untersuchung von Flugzeugführern erarbeitet. 1916 wurde unter Leitung von Ernst Koschel eine ärztliche Abteilung gegründet und dem Kommandierenden General der Luftstreitkräfte unterstellt. Im November 1916 wurden vom Chef des Feldsanitätswesens verbindliche Untersuchungs- und Tauglichkeitsrichtlinien eingeführt. Ein dreistufiges Zulassungsverfahren zur Fliegerausbildung enthielt eine truppenärztliche Untersuchung, eine Beurteilung hinsichtlich bisher aufgetretener nervöser Erschöpfungszustände und eine Untersuchung durch ein militärisches Fachärztekollegium. Zusätzlich war jeder aus gesundheitlichen Gründen abgelöste Flieger erneut medizinisch zu untersuchen, um die Gründe für die Ablösung zu dokumentieren.

## Rehabilitationswesen

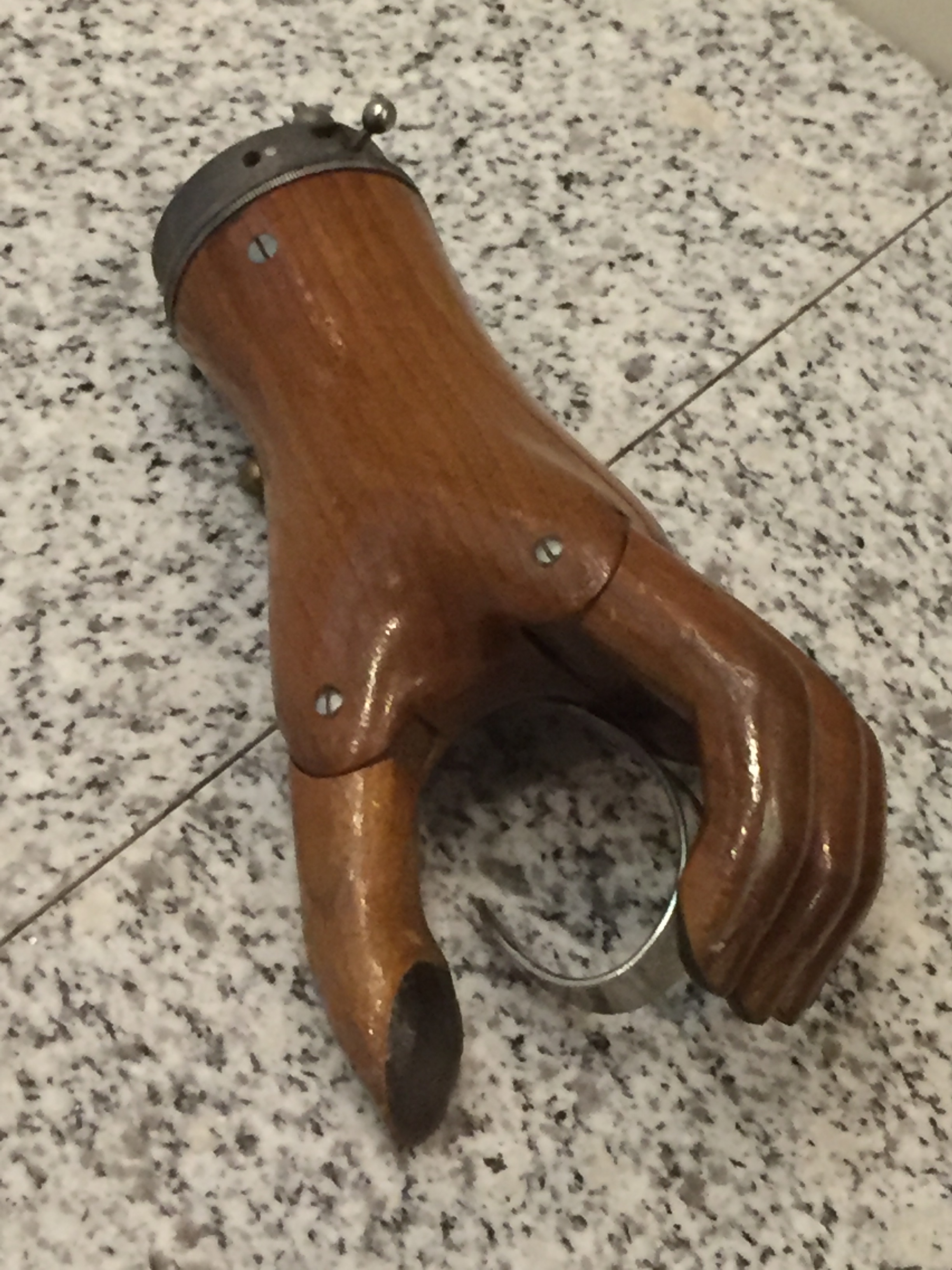
Handprothese aus den 1920er Jahren; die Finger können mittels eines Hakens in der Manschette gebeugt werden.

Medizinische Innovationen und immer bessere Behandlung bedeuteten für viele Soldaten des Großen Krieges, dass sie – im Gegensatz zu früheren Konflikten – ihre Verwundungen überlebten. Die einzelnen Gesellschaften standen somit vor der Aufgabe, eine ganze Generation Kriegsversehrter aus staatlichen Mitteln zu versorgen. Nach der medizinischen Versorgung brauchten Verwundete eine spezielle Weiterbehandlung, um trotz körperlicher Einschränkungen wieder arbeitsfähig und nicht mehr auf staatliche Unterstützung angewiesen zu sein. Im Idealfall konnte der Soldat sogar wieder zurück in den Krieg geschickt werden. Daher entstanden in allen Ländern Programme und Einrichtungen zur Rehabilitation, in denen verwundete Soldaten längere Zeit medizinisch behandelt wurden und ihre Einsatz- oder Arbeitsfähigkeit möglichst wiederhergestellt werden sollte.
Die große Zahl an Armen oder Beinen Amputierter erforderte die Entwicklung von funktionalen Ersatzverfahren und günstig in großer Zahl herstellbarer Prothesen. 1881 veröffentlichte der Militärarzt Otto Karpinski im Auftrag des preußischen Kriegsministeriums eine umfassende Darstellung über den Ersatz verlorener Extremitäten. Er wandte sich gegen „complicirte Mechanismen“ und forderte „einfache aber dauerhafte, den Verstümmelten wirklich unterstützende, ihn nicht unnöthig belästigende Mechanismen zu verwenden.“ 1920 veröffentlichten Hermann Gocht, Richard Radike und Franz Schede gemeinsam eine Neuauflage ihrer 1882 (Schede) und 1907 (Gocht) erschienenen Lehrbücher über „künstliche Glieder“, in der die im Weltkrieg gesammelten Erfahrungen zusammengefasst sind. Sie beschreiben Arbeitsarme, Schmuckarme und willkürlich bewegliche Hände. Eine einfache chirurgische Ersatztechnik nach Verlust einer Hand war die 1917 publizierte Krukenberg-Plastik des Unterarms. Verbreitet waren auch Arbeitsarme, welche ein am Amputationsstumpf angebrachtes Grundgerät mit unterschiedlichen Arbeitsansätzen wie Zangen oder Haken kombinierten und jeweils nur eine bestimmte Tätigkeit erlaubten. Ferdinand Sauerbruch zeigte 1916 die Nachteile dieser „Behelfsglieder“ auf: Der Armstumpf bleibe untätig, was Durchblutungsstörungen und eine Atrophie der Muskulatur zur Folge habe. Sauerbruchs eigene Entwicklung, der durch Einbezug der Armmuskulatur bewegliche Sauerbruch-Arm war wegen der höheren Kosten weniger gebräuchlich.
Die folgende Tabelle (unverändert aus Mitchell & Smith (1931): Medical services: Casualties and medical statistics of the Great War.) gibt einen Überblick allein über den Versorgungsaufwand mit Prothesen und Hilfsmitteln für die britischen Kriegsveteranen in den ersten zehn Nachkriegsjahren:
| Finanzjahr (bis 31. März) | Künstliche Gliedmaßen | Künstliche Gliedmaßen | Orthopädische Schuhe | andere Vorrichtungen | Dreiräder | Rollstühle | Augen- prothesen | Brillen  | Gesamt  |
| Finanzjahr (bis 31. März) | Beine                 | Arme                  | Orthopädische Schuhe | andere Vorrichtungen | Dreiräder | Rollstühle | Augen- prothesen | Brillen  | Gesamt  |
| ------------------------- | --------------------- | --------------------- | -------------------- | -------------------- | --------- | ---------- | ---------------- | -------- | ------- |
|                           |                       |                       |                      |                      |           |            |                  |          |         |
| 1920                      | 15.621                | 3.546                 | 10.000 1             | 10.000 1             | 1.195     | 1.195      | 6.000 1          | 18.000 1 | 64.362  |
| 1921                      | 15.391                | 4.746                 | 12.000 1             | 11.000 1             | 751       | 751        | 8.396            | 9.509    | 61.853  |
| 1922                      | 9.469                 | 3.937                 | 14.078               | 12.949               | 568       | 568        | 4.000            | 3.000    | 48.001  |
| 1923                      | 7.589                 | 1.230                 | 17.758               | 13.520               | 303       | 129        | 6.217            | 1.197    | 47.943  |
| 1924                      | 9.255                 | 1.201                 | 18.521               | 13.184               | 285       | 137        | 3.370            | 798      | 46.751  |
| 1925                      | 11.102                | 1.289                 | 18.470               | 16.053               | 347       | 192        | 4.707            | 733      | 52.893  |
| 1926                      | 10.058                | 1.169                 | 18.388               | 15.476               | 294       | 189        | 4.881            | 564      | 51.019  |
| 1927                      | 7.674                 | 1.080                 | 17.100               | 12.469               | 290       | 168        | 4.687            | 509      | 43.977  |
| 1928                      | 5.205                 | 1.106                 | 17.249               | 12.323               | 223       | 138        | 4.574            | 354      | 41.172  |
| 1929                      | 3.837                 | 775                   | 16.469               | 11.386               | 171       | 86         | 4.510            | 340      | 37.574  |
|                           |                       |                       |                      |                      |           |            |                  |          |         |
| insgesamt                 | 95.201                | 20.079                | 160.033              | 128.360              | 5.466     | 5.466      | 51.342           | 35.064   | 495.545 |

## Kriegsopferfürsorge
In den Jahren nach dem Kriegsende gehörten Personen mit amputierten Gliedmaßen, Kriegsblinde, Gesichtsverletzte und psychisch traumatisierte Soldaten zum alltäglichen Straßenbild. Die Rehabilitation, Wiederherstellung der Gesichtszüge, die Versorgung mit Prothesen dienten über die Wiederherstellung der Arbeitsfähigkeit hinaus auch dem Zweck, die Erinnerung an den verlorenen Krieg aus der Öffentlichkeit zu drängen. Die immense Zahl der Kriegsteilnehmer führte nach Kriegsende zu bisher nie dagewesenen Zahlen von Versorgungsberechtigten. Angesichts der wirtschaftlichen Lage im Deutschland der Weimarer Republik wurde die Versorgung der Invaliden, Witwen und Waisen zu einem gesellschaftlichen Problem.
Schon am 4. August 1914 wurde, als erste staatliche Reaktion, das seit 1888 geltende Familienunterstützungsgesetz erweitert. Die finanzielle Versorgung blieb unzureichend, obwohl während des Krieges die Mindestsätze erhöht und zunehmend mehr Personengruppen fürsorgeberechtigt wurden. Daher entstanden ab 1914 zahlreiche öffentliche und private Initiativen zur Unterstützung der Familien, deren Ernährer dem Staat als Soldat diente und die daher unverschuldet in Not geraten waren. Um die Tätigkeit der einzelnen Institutionen untereinander sowie mit der gesetzlichen Familienunterstützung zu koordinieren, wurden kommunale Kriegsfürsorgeämter eingerichtet. Nach den Verlusten der Somme-Schlacht 1916 ging Kriegsfürsorge in die militärische Verwaltung über. 1920 wurden das Reichsversorgungsgesetz zur Regelung der Kriegsopferfürsorge sowie ergänzend das Kriegspersonenschädengesetz für Zivilpersonen verabschiedet.
In Deutschland, Großbritannien und Frankreich bildete sich die Kriegsopferfürsorge auf dem Boden unterschiedlicher gesellschaftlicher und sozialer Kompromisse jeweils verschieden aus. Hauptziel der Fürsorge in allen Ländern war, die versehrte Person wieder ins Arbeitsleben einzugliedern.
| Gebiet/Provinz                                                               | Rentenbezugsberechtigte | Rentenbezugsberechtigte | Rentenbezugsberechtigte | Rentenbezugsberechtigte    | Rentenbezugsberechtigte | Rentenbezugsberechtigte | Rentenbezugsberechtigte | Rentenbezugsberechtigte | Rentenbezugsberechtigte | Rentenbezugsberechtigte | Rentenbezugsberechtigte | Rentenbezugsberechtigte | Rentenbezugsberechtigte | Rentenbezugsberechtigte |
| Gebiet/Provinz                                                               | Kriegsbeschädigte       | Kriegsbeschädigte       | Kriegsbeschädigte       | Kriegsbeschädigte          | Kriegsbeschädigte       | Kriegshinterbliebene    | Kriegshinterbliebene    | Kriegshinterbliebene    | Kriegshinterbliebene    | Kriegshinterbliebene    | Kriegshinterbliebene    | Zivilbeschädigte        | Zivilbeschädigte        |                         |
| Gebiet/Provinz                                                               | im Weltkrieg            | im Weltkrieg            | Kriege 1864–71          | sonst. militär. Handlungen | im Ganzen               | Rentenempfänger         | Rentenempfänger         | Rentenempfänger         | Beihilfeempfänger       | Beihilfeempfänger       | im Ganzen               | im Weltkrieg            | infolge innerer Unruhen |                         |
| Gebiet/Provinz                                                               | männl.                  | weibl.                  | männl.                  | männl.                     | im Ganzen               | Witwen                  | Waisen                  | Eltern                  | Witwen                  | Waisen                  | im Ganzen               | im Weltkrieg            | infolge innerer Unruhen |                         |
| ---------------------------------------------------------------------------- | ----------------------- | ----------------------- | ----------------------- | -------------------------- | ----------------------- | ----------------------- | ----------------------- | ----------------------- | ----------------------- | ----------------------- | ----------------------- | ----------------------- | ----------------------- | ----------------------- |
|                                                                              |                         |                         |                         |                            |                         |                         |                         |                         |                         |                         |                         |                         |                         |                         |
| Ostpreußen                                                                   | 22.090                  | 45                      | 384                     | 2.154                      | 24.673                  | 12.098                  | 40.649                  | 12.836                  | 522                     | 202                     | 66.352                  | 189                     | 6                       |                         |
| Berlin                                                                       | 38.815                  | 104                     | 421                     | 5.139                      | 44.479                  | 32.773                  | 51.386                  | 10.665                  | 541                     | 144                     | 59.509                  | 42                      | 206                     |                         |
| Brandenburg o. Berlin, Pommern, Grenzm. Posen-Westpreußen                    | 47.448                  | 90                      | 995                     | 4.274                      | 52.807                  | 32.587                  | 89.249                  | 16.885                  | 869                     | 344                     | 139.934                 | 34                      | 38                      |                         |
| Niederschlesien                                                              | 33.111                  | 64                      | 478                     | 2.873                      | 36.526                  | 24.443                  | 67.321                  | 11.028                  | 569                     | 260                     | 103.621                 | 16                      | 28                      |                         |
| Oberschlesien                                                                | 13.257                  | 12                      | 84                      | 1.050                      | 14.403                  | 7.239                   | 26.262                  | 8.574                   | 165                     | 152                     | 42.392                  | 2                       | 8                       |                         |
| Sachsen, Anhalt                                                              | 37.520                  | 72                      | 457                     | 2.904                      | 40.953                  | 24.312                  | 67.756                  | 10.587                  | 352                     | 152                     | 103.159                 | 8                       | 67                      |                         |
| Schleswig-Holstein, Lübeck, St. u. A.B. Schönberg, Oldenb. Landesteil Lübeck | 14.776                  | 27                      | 221                     | 1.348                      | 16.372                  | 10.133                  | 30.866                  | 4.363                   | 160                     | 134                     | 45.656                  | 3                       | 33                      |                         |
| Hannover, Oldenburg, Schaumburg-Lippe Braunschweig                           | 44.828                  | 61                      | 443                     | 3.325                      | 48.657                  | 26.821                  | 79.380                  | 9.475                   | 291                     | 148                     | 116.115                 | 26                      | 32                      |                         |
| Westfalen, Lippe                                                             | 44.040                  | 50                      | 340                     | 2.444                      | 46.874                  | 19.132                  | 73.699                  | 12.104                  | 366                     | 236                     | 105.537                 | 35                      | 65                      |                         |
| Hessen-Nassau, Hessen Kr. Wetzlar, Waldeck                                   | 44.835                  | 83                      | 404                     | 2.640                      | 47.962                  | 22.300                  | 56.183                  | 12.798                  | 374                     | 250                     | 91.905                  | 43                      | 13                      |                         |
| Rheinprovinz, Birkenfeld                                                     | 74.145                  | 112                     | 538                     | 4.590                      | 79.385                  | 28.758                  | 92.708                  | 24.268                  | 636                     | 511                     | 146.881                 | 114                     | 173                     |                         |
| Bayern rechts des Rheins                                                     | 85.565                  | 149                     | 1.128                   | 6.869                      | 93.711                  | 26.303                  | 97.827                  | 21.577                  | 842                     | 317                     | 146.866                 | 65                      | 275                     |                         |
| Bayern links des Rheins                                                      | 8.689                   | 15                      | 78                      | 626                        | 9.408                   | 4.797                   | 14.894                  | 2.867                   | 81                      | 56                      | 22.695                  | 23                      | –                       |                         |
| Sachsen                                                                      | 57.490                  | 94                      | 454                     | 3.378                      | 61.416                  | 39.068                  | 86.473                  | 11.170                  | 420                     | 166                     | 137.297                 | 29                      | 61                      |                         |
| Württemberg                                                                  | 24.913                  | 37                      | 139                     | 2.045                      | 27.134                  | 11.504                  | 37.658                  | 6.527                   | 193                     | 111                     | 55.993                  | 47                      | 8                       |                         |
| Baden, Hohenzollern                                                          | 27.171                  | 47                      | 216                     | 1.489                      | 28.923                  | 11.785                  | 38.042                  | 8.092                   | 120                     | 73                      | 58.112                  | 89                      | 5                       |                         |
| Thüringen                                                                    | 18.028                  | 24                      | 185                     | 1.170                      | 19.407                  | 13.344                  | 34.681                  | 4.038                   | 142                     | 64                      | 52.269                  | 8                       | 19                      |                         |
| Hamburg                                                                      | 11.587                  | 25                      | 73                      | 547                        | 12.232                  | 8.187                   | 17.357                  | 2.496                   | 87                      | 74                      | 28.201                  | 13                      | 29                      |                         |
| Mecklenb.-Schwerin Mecklenb.-Strelitz                                        | 7.162                   | 9                       | 70                      | 462                        | 7.667                   | 4.903                   | 14.289                  | 2.509                   | 84                      | 30                      | 21.815                  | 2                       | 1                       |                         |
| Bremen                                                                       | 2.602                   | 2                       | 23                      | 178                        | 2.805                   | 1.820                   | 4.743                   | 468                     | 20                      | 13                      | 7.064                   | 3                       | 5                       |                         |
| Ausland                                                                      | 4.539                   | 29                      | 51                      | 495                        | 5.114                   | 2.643                   | 6.504                   | 594                     | 11                      | –                       | 9.752                   | 7                       | 1                       |                         |
|                                                                              |                         |                         |                         |                            |                         |                         |                         |                         |                         |                         |                         |                         |                         |                         |
| Zusammen                                                                     | 662.575                 | 1.151                   | 7.182                   | 50.000                     | 720.908 1               | 364.950                 | 1.027.972               | 193.921                 | 6.845                   | 3.437                   | 1.597.125               | 798 2                   | 885                     |                         |

## Diskussion um den Krankenmord in Deutschland
Die Erfahrung des massenhaften Sterbens sowohl an der Front als auch – durch Hunger und Tuberkulose – in der zivilen Welt rückte die Frage nach dem individuellen Lebenssinn oder „Lebenswert“ beispielsweise bei schwerer Verstümmelung in das öffentliche Interesse. Die ungeheure Zahl an Toten ließ das Leben des Einzelnen weniger bedeutsam erscheinen. Die Masse der Kriegsversehrten mit ihren Ansprüchen an die staatliche Versorgung und die hieraus erwarteten Belastungen für Wirtschaft und Gesellschaft verlieh dem Thema gesellschaftliche Relevanz und Schärfe. Hatte die Debatte um die Euthanasie ab etwa 1895 zunächst nur einen kleinen Kreis Intellektueller bewegt, gewann sie während des Krieges und in den Jahren danach politische Bedeutung. Dabei verschob sich der Blickwinkel weg von der Tötung Einzelner auf Verlangen hin zu dem „etwaigen Recht der Gesellschaft zur Verfügung über individuelles, als sinn- und wertlos zurechtdefiniertes Leben.“
1915 veröffentlichte ein Rechtsanwalt Kaßler aus Halle einen Aufsatz über Das Recht auf Sterbehilfe (Euthanasie). Die seinerzeit gültige Fassung des Strafgesetzbuchs sei unbefriedigend, weil sie im Fall einer Tötung auf Verlangen keine mildernden Umstände zulasse. Es sei deshalb „zu begrüßen, dass die Strafrechtskommission zu § 215 des [Vorentwurfs zum] StGB unter Aufgabe des Mindeststrafmaßes von 6 Monaten […] das Mindestmaß der Strafe auf 1 Tag herabgesetzt hat.“ Eckart (2014) sieht mit der „Bagatellisierung des Strafmaßes […] die Debatte eröffnet und zugleich ihre Richtung vorgegeben.“ Unterstützung fand Kaßler bei Emil Dosenheimer. Der Jurist Alexander Elster führt neben dem „verlorene[n] Privatinteresse am Leben“ das der Tötung auf Verlangen zugrunde liegen könnte, erstmals eine „Forderung im allgemeinen Interesse“ ein, die eine „Wertlosigkeit“ von Leben aus gesellschaftlicher Sicht postuliert und daraus ein Recht der Gesellschaft auf dessen Vernichtung ableitet.

„Der Weltkrieg, der Hekatomben der besten, eugenetisch tüchtigsten Menschen hinweggerafft hat, läßt uns weniger ängstlich als früher über die Vernichtung lebensunwerten Lebens denken.“

1920 erschien die berüchtigte Schrift Die Freigabe der Vernichtung lebensunwerten Lebens des Juristen Karl Binding und des Psychiaters Alfred Hoche. Binding arbeitete dabei die juristischen Probleme heraus, während sich Hoche vor allem den wirtschaftlichen Aspekten der dauerhaften Versorgung psychisch Kranker widmete.
In der öffentlichen Diskussion weitgehend unberücksichtigt blieb die Tatsache, dass die deutschen psychiatrischen Anstalten zwischen 1916 und 1918 einen enormen Anstieg krankheitsbedingter Todesfälle verzeichneten, der in der Regel auf Unterernährung zurückzuführen war. Bis zu einem Drittel aller Patienten hatte dies das Leben gekostet.
Karl Bonhoeffer, Ordinarius für Psychiatrie und Neurologie an der Berliner Charité, kommentierte 1920:

„[Wir mussten] […] uns damit abfinden, daß unsere Kranken in den Anstalten in Massen an Unterernährung dahin starben, und dies fast gutzuheißen in dem Gedanken, dass durch diese Opfer vielleicht Gesunden das Leben erhalten bleiben könnte.“

Zur Zeit der Weimarer Republik traf die Position Bindings und Hoches, durch Krankentötung die Finanzkrisen des Staates oder die Verteilungskonflikte der Gesellschaft zu lindern, auf breite gesellschaftliche Ablehnung. 1921 sprach sich der deutsche Ärztetag mehrheitlich gegen die Vorschläge Bindings und Hoches aus. 1918 und 1933 fanden zum Massenmord an Kranken nach Schwartz (1998) jeweils „Radikalisierungsschübe“ der öffentlichen Meinung statt. Ihn politisch und gesellschaftlich akzeptabel zu machen und letztlich auszuführen, blieb dem nationalsozialistischen Regime vorbehalten.